# ドキドキ!プリキュア
『ドキドキ!プリキュア』（DOKIDOKI! PRECURE）は、2013年2月3日から2014年1月26日まで、朝日放送の制作により、テレビ朝日系列で毎週日曜8時30分から9時（JST）に全49話が放送された、東映アニメーション制作の日本のテレビアニメ。『プリキュアシリーズ』の通算10作目にして、8代目のプリキュアに当たる。

## 概要
略称は「ドキプリ」。本作品のテーマは、「愛」と「愛から生まれるドキドキ!」とされている。コンセプトについては「他人に対する『献身・博愛』の心が持つパワーを描いていく」、「今回描かれるのは4人のプリキュアの心の交流。感情の機微を丁寧に描いていく。様々なテーマを込めているが、とにかく単純に観て面白いドキドキできる作品を目指している」、「2013年のプリキュアは、全力で『愛』をお届けします!　皆さんで楽しくワイワイ見ていただきながら、胸の奥で、心のドキドキ！っという“熱さ”を感じていただける作品」と制作サイドから説明されている。
前々作『スイートプリキュア♪』以来、2年ぶりに物語の途中で加入するプリキュアが登場した。また、前作『スマイルプリキュア!』では行われなかった視聴者参加企画も「ドキドキ!プリキュア まこぴードレスデザインコンテスト」と銘打って2年ぶりに行われ、登場人物の一人である剣崎真琴のステージ衣装のデザインが一般公募された。
従来のプリキュアシリーズの主人公は「元気一杯で勉強は（もしくは運動も）苦手」というキャラクターがほとんどであったが、本作品の主人公の相田マナ（キュアハート）は「勉強と運動が得意な優等生で生徒会長」であり、プリキュアシリーズとしては異例な設定となっている。また、メインキャラクターのほとんどが優等生という設定（ただし苦手なものが全くないわけではない）もプリキュアシリーズとしては異例である。
剣崎真琴（キュアソード）の声を演じる宮本佳那子は『Yes!プリキュア5』・『Yes!プリキュア5GoGo!』でEDテーマを担当した経験を持ち、「再びこの作品に携われることが嬉しいです」と述べている。
前3作から引き続き、データ放送との連動で番組放送中にプリキュアポイントを貯めるミニゲームや、前作で始まったミニゲームで遊んだ後にエンドカード（「またみてね」の画面）にどのキャラクターが登場するか当てるプレゼントクイズ（放送時間中に電話する（テレドーム）ことで回答）が行われた。また朝日放送の公式Webサイトで行われているクイズコンテンツも、エンドカードに登場したキャラクターを当てる形式となった（従来までの劇中で出来事のキーワードクイズはモバイルコンテンツに移行）。なお、3月3日放送分（第5話）で実際に放送されたエンドカードがデータ放送・Webサイトいずれも選択肢に含まれておらず、翌週3月10日放送分（第6話）にてお詫びのテロップを送出すると共に、データ放送分は電話をかけた全ての応募者の中から抽選、Webサイト分は第5話分を一旦リセットした上で全ての選択肢を正解とする措置を執った。
また、モバイル連携が強化されており、後述するように公式のスマートフォンアプリの配信が行われ、放送と連動した企画が行われているほか、単独映画公開時期に合わせる形でテレビアニメとしては初となるLINEの公式アカウントを開設、情報配信やスタンプの配布などを行っている。
前作に引き続き、本作品でも英語ローカライズ版の2作目として『Glitter Force Doki Doki』（グリッター・フォース・ドキドキ）が制作され、北米・欧州などで2017年8月より配信されている。

## あらすじ
地球とは別の世界に存在するトランプ王国。そこの国民は心優しい王女マリー・アンジュのもとで平和に暮らし、また彼女を守護する「勇気の刃」キュアソードの歌声に魅了されていた。ところが、突然謎の勢力ジコチューと同名の怪物がトランプ王国を襲撃し、アンジュとキュアソードも力を尽くすが、それも叶わずトランプ王国は滅亡してしまう。
一方そのころ地球では、大貝町にある大貝第一中学校の生徒会長を務める相田マナが社会科見学で東京クローバータワーへ赴いており、先生の代わりに生徒たちを引率していた。マナは好奇心旺盛で他人の干渉に出しゃばる性格であり、生徒会書記を務める幼なじみの菱川六花からは「愛をふりまきすぎの『しあわせの王子』」と揶揄されている。マナと六花がタワーを散策中、偶然アイドル歌手の剣崎真琴（愛称「まこぴー」）を見つける。大ファンのマナはすぐさま駆けつけ、そこで真琴が落としたリボンを拾い彼女に手渡す。真琴と会った余韻に浸っていたマナは、ジョー岡田と名乗る謎の青年からキュアラビーズという真琴のリボンの飾りによく似た宝石をもらう。その後、マナと生徒たちが展望台へ向かう列に並んでいたら、王国を壊滅させた怪物ジコチューが突然現れる。マナがジコチューの後を追っていると、王国が陥落寸前にアンジュにより地球に送られジコチューの鼓動を察知して駆けつけた妖精シャルル、ラケル、ランスの三姉弟と出会い、さらにジコチューと対決していたソードとも出会う。マナはソードがジコチューとそれを使役するジコチュートリオのイーラとマーモに苦戦しているのを目の当たりにし、シャルルの「ジコチューと戦って!」との願いを受け入れる。マナはシャルルが変身したラブリーコミューンとキュアラビーズの力で「みなぎる愛」キュアハートに覚醒し、ソードに加勢してジコチューを浄化する。戦闘後、シャルルたちは「他人を戦いに巻き込ませないためにも、自分がプリキュアだと明かしてはならない」とマナに説明し、彼女も他言しないことを誓う。
しかし隠し事が苦手なマナは六花に感づかれ、結果的に六花の前で変身して自ら正体を明かしてしまう。さらにもう1人の幼なじみである四葉ありすにはクローバータワーで変身した時の映像で見破られてしまう。しかし、マナはこれを機会に「2人もプリキュアになってほしい!」と説得する。最初は躊躇った2人であったが最終的には快諾し、六花はラケルとキュアラビーズの力で「英知の光」キュアダイヤモンドに、ありすはランスとキュアラビーズの力で「ひだまりポカポカ」キュアロゼッタに覚醒する。その後、ありすの情報網によりソードと真琴が同一人物であるとほぼ断定され、マナはそれを聞いてさっそく仲間に誘うが、真琴は「信用できない」と断る。しかし、彼女の妖精ダビィ（兼マネージャー時の「DB」）の説得や、3人がジコチューに苦戦していたのを見て「助けたい!」という気持ちが強まり、ソードに変身し3人に正体を明かして加勢する。
戦闘後、4人が仲間の誓いをしようとしたその矢先、突然現れたジコチュートリオのリーダー・ベールによって焦土化したトランプ王国に拉致される。その際、真琴は「私はトランプ王国の出身で、アンジュ王女の手がかりを探すため地球へ来てアイドル歌手になった」と述べる。その話を聞いたマナたちは真琴の目的達成のため共闘することを誓い「ドキドキ!プリキュア」を結成し、立ちはだかるベールの猛攻をかわして大貝町に戻ることに成功する。そして、真琴は大貝第一中学校に転校しマナと六花のクラスメイトになる。
マナたちはプリキュアになった真相を調べるため、ジョー岡田のアンティークショップ・ソリティアに赴き、そこで不思議な大きな卵を見つける。暫くすると羽の生えた赤ちゃんが生まれ、（六花を除いた）マナたちは驚きもせずその子にアイちゃんと名付ける。その後4人は光る宝石を手に入れ、それはトランプ王国にしかないロイヤルクリスタルと判明する。ダビィは「それが5つ揃うと奇跡が起こる」と述べ、4人はアンジュの手がかりになると確信して邁進する。そんな中、謎の少女レジーナが4人に接近しロイヤルクリスタルを奪いにかかる。しかし、ジョー岡田が加勢しレジーナを退却させ、さらに彼の正体がトランプ王国の戦士かつアンジュの婚約者であるジョナサン・クロンダイクと判明する。その後、5つ揃ったロイヤルクリスタルによってトランプ王国に導かれ、キングジコチューの手からアンジュの奪還に成功し、さらにレジーナがキングジコチューの娘であることも判明する。4人とジョナサンはジコチュートリオの脅威から大貝町を守るべく立ち向かっていく。
マナはレジーナが敵と知りながらも親友として接し、レジーナもマナに興味を持つようになる。しかし、それを危惧したキングジコチューはレジーナにジャネジーを注ぎ、本来の悪意を取り戻させマナたちを憎悪の標的にさせる。その後、マナたちとレジーナの対決が始まりレジーナは圧倒的な強さで攻撃を仕掛けてくるが、4人は反撃を躊躇い防戦一方となり、ついには無抵抗のまま瀕死の状態にまで追い込まれる。そして、レジーナがマナたちにとどめを刺そうとしたその時、「愛の切り札」キュアエースと名乗る謎のプリキュアが突如現れる。エースはレジーナをも凌駕する攻撃でレジーナを瀕死に追い込み退却させ、戦闘後レジーナを失い落胆していたマナを叱責して立ち去る。同時に新たな幹部リーヴァとグーラが、ジコチュートリオに代わりプリキュア殲滅を任される。
レジーナを失い途方に暮れていたマナの前に謎の小学生が現れ、彼女のアドバイスを受けマナは戦意を取り戻す。その直後に行われた戦いに彼女が現れ4人の前でエースに変身する。戦闘後、彼女は小学4年生の円亜久里と名乗り、「アイちゃん（ラブアイズパレット）の力でプリキュアに覚醒した」と明かす。そして、亜久里は5分しか戦えないキュアエースの弱点をカバーし、マナたちにさらに強くなってもらうため「プリキュア5つの誓い」を伝えて4人に試練を与える。その後、亜久里は試練を完遂した4人に感服し「ドキドキ!プリキュア」の一員として共闘することを誓う。リーヴァにエースの弱点を知られたこともあり苦戦を強いられながらも5人は力を合わせて強敵を撃破していく。そして、失敗続きで後がなくなったリーヴァとグーラは合体ジコチューとなって大貝町に侵攻、プリキュアたちは立ち向かうも全く歯が立たず絶体絶命となるが水晶の鏡から生まれたマジカルラブリーパッドを得た5人の力で2人は敗れ去ったうえにベールに始末される。
その後、戦いが進むにつれ亜久里とレジーナはアンジュが2つに割ったプシュケーから誕生したこと、アイちゃんはアンジュが妖精として転生した姿であること、また救出したアンジュは実はダミーであったことが判明する。さらにキングジコチューの正体がアンジュの父親（トランプ王国の国王）が取り込まれた姿であることも判明する。そして、エースの言葉から自身の正体を知ったレジーナは、ジコチュートリオや目覚めたキングジコチューとともに再び大貝町に侵攻して激しい戦闘となる。その際、ハートが勢いで正体を明かしてしまい聞いた人々は驚愕するが、すぐさま5人に声援を届ける。それを受けた5人は死闘の末キングジコチューと国王を分離させ、さらにレジーナを改心させることにも成功する。
キングジコチューは消滅したが、その欠片をベールが飲み込んで（結果的にベールが吸収されて）プロトジコチューとして完全復活を果たしプリキュアたちを追い詰め、さらにハートのプシュケーを闇に染めようと企む。しかし、ハートは強い心で跳ね除け、さらに4人のプリキュアと三種の神器の力でキュアハート・パルテノンモードに変身を遂げプロトジコチューと対峙する。ハートはプロトジコチューに反撃する隙を与えず撃破し、負けを悟ったジコチュートリオも退散して大貝町とトランプ王国に平和が訪れる。その後、幻影のアンジュが現れ自身が元に戻れない謝罪と平和に導いてくれたマナたちに感謝の言葉を述べる。そして、それに納得できなくて泣き崩れていた真琴に「世界にあなたの歌声を届けてください」と慰めの言葉を述べて消える。暫くして、トランプ王国は国王が退位したためトランプ共和国へと国政が変わり、ジョナサンが大統領に就任して人間界との国交が始まる。また、レジーナは大貝第一中学校に通うことになり、真琴はアンジュの言葉を酌んで「トランプ共和国のアイドル」として歌い続けることを誓う。
プリキュアたち5人とレジーナは、これからも地球の平和を守るため活躍していくのであった。

## 登場人物

### プリキュア
マナ、六花、ありすの3人は「大貝町」に住む幼なじみ。真琴は「トランプ王国」のプリキュアかつマリー・アンジュ王女に仕える歌姫で、人間界では「まこぴー」の愛称でアイドル歌手として活躍している。亜久里はアンジュの「プシュケー」の片割れ（詳細は各項目を参照のこと）。
マナと六花は「大貝第一中学校」に在籍しそれぞれ生徒会長と書記を務めており、真琴も第10話で編入する。ありすは「私立七ツ橋学園」に在籍。前述の4人は中学2年生で、亜久里は小学4年生。
一人称はマナが「あたし」、六花と真琴が「わたし」もしくは「あたし」、ありすが「わたし」、亜久里が「わたくし」。
プリキュアへ覚醒した経緯は「プリキュアの設定」を参照。
相田 マナ（あいだ マナ） / キュアハート
声 - 生天目仁美
本作品の主人公で、後ろ髪がカールしたマゼンタ色のハーフアップポニーが特徴の14歳の少女。みなぎる愛のプリキュア「キュアハート」に変身する。8月4日生まれのしし座。口癖は「キュンキュンする」「キュンキュンだよ」。
六花とありすを呼び捨て、真琴を「まこぴー」、亜久里を「亜久里ちゃん」と呼んでいる。
私服はピンク色のものを着用し、薄紫色のニーソックスに靴を履いている。夏期には黒のスパッツを着け、靴を素足のまま履いている。
活発で「愛をふりまきすぎ」「しあわせの王子」などと六花から揶揄されているお人好しで「人助けに理由はいらない」と困っている人を放っておけない性格。めんどう見がよく周囲からも信頼されているが、干渉しすぎなところもある。
成績優秀かつ運動神経も抜群であるが、型破りで頭で考えるよりも手や足が先に動くタイプ。そのため、軽率な行動を取ることもあるので六花からよく注意されている。軽率な行動はメンバーにも波及しており、第37話で亜久里のニンジン嫌いが判明しその克服に一役買おうと六花の講義中にニンジンの着ぐるみで登場するも亜久里が驚愕のあまり逃走してしまい逆効果となる。またジコチューを初めて見た時にマナのままで平気で説得しようとしたり、シャルルからプリキュアへの変身を促された際もすんなり受け入れるなど好奇心も強い。
前述の通り何でもこなせるが無自覚の音痴である。そのため後述する歌唱後の惨劇を見ても首をかしげるだけ。六花とありすに「寝た子も起きちゃうほど」と評されており、自身が歌う直前に耳を塞がれる。第8話でアイちゃんに子守歌を歌って披露した際は、アイちゃんは泣き出し、真琴はおののき、ダビィは目を回し、木々に止まっていた鳥たちは逃げ出し、近くのベンチで寝ていたサラリーマンは「貴重な昼休みが台無し」とぼやく有様であった。その後またもアイちゃんに子守歌を歌おうとしたが真琴が代わったため惨劇は回避され、その後彼女に「歌のレッスンが必要よ」とアドバイスされた。第24話でもアイちゃんに子守歌を歌うが、相変わらず泣きやまず。第40話では亜久里にも披露しており彼女をげんなりさせている。
隠し事も苦手で、ウソをつくと無意識に髪をいじる癖がある。第2話の序盤で六花に見られ感づかれしまったため意を決してプリキュアになったと自白するが、その時は彼女が半信半疑であったため事なきを得る。その後シャルルから「プリキュアのことは秘密」と念を押されるも、彼女の前でまたも癖が出てしまい完全に疑念を持たれてしまう。そのため「六花に隠し事はできない」との考えに至り、シャルルの制止を振り切り彼女の目の前でハートに変身して打ち明ける。戦闘後、彼女から黙っていた罰として彼女のカバンを持つはめになり「黙っていてゴメン」と謝罪する。その行動に彼女も納得したため仲直りを果たす。そして、続く第3話で六花もプリキュアになるよう促した（六花の項目も参照）。さらに絵も茶道も苦手で、乗り物に酔いやすい体質でもある。
六花とは幼なじみかつ親友で絶大な信頼を寄せている。第3話の回顧シーンによると、生徒会長に推された時に六花に書記を務めるよう頼んでいるが一度断られている。しかし、めげずに説得し引き入れることに成功した。また、プリキュアに誘った際も同様で、「六花ならできる！」と断言している。結果的に彼女もプリキュアへ覚醒したため幼なじみ、生徒会役員、そしてプリキュアと3つの立場でバディに据える（六花の項目も参照）。そのため一時期彼女の様子がおかしかった時、彼女の母・亮子に詰め寄るほどのうろたえさを見せている（詳細は六花の項目を参照）。
もう一人の幼なじみであるありすも学校は違えどお茶会に呼ばれるなど今でも親交は深い。小学校からの親友であるが、第10話で彼女の告白を聞いてさらなる絆を深める（詳細はありすの項目を参照）。
真琴の大ファン。第1話で初対面し、第5話で面と向かって会うが前述の干渉しすぎが出てしまい彼女を怒らせてしまう。しかし後日彼女にこのことを謝罪したことで彼女に何らかの変化をもたらす（詳細は真琴の項目を参照）。その後、彼女が大貝第一中に編入してきた時は六花とともに彼女の学校生活をサポートする（六花の項目も参照）。
自宅は洋食屋「ぶたのしっぽ亭」を経営しており、自身も料理が得意。家族はは父・健太郎、母・あゆみ、祖父・宗吉で、祖母・五十鈴（いすず）もいたが自身が小学生の頃に病気で他界している。また、マシュマロというペットがいたが交通事故で他界している。
レジーナには当初振り回されていたが悪意がない彼女に対しいつしか興味を抱くようになり、ついには愛情を持つようになり彼女がいないと落ち込むほど大切な存在になる。そのため第23話で彼女を失った際は戦意も喪失してしまい、それを見ていたキュアエースに「キュアラビーズ」を剥奪されてしまう。レジーナと変身能力を失い途方にくれていた時、一人の少女（亜久里）と出会い彼女のアドバイスを聞いて「みんなの笑顔を守るため、あたしは戦う！」と奮起し、彼女がエースだと確信する。その後リーヴァとグーラに苦戦していたダイヤモンドたちの前に現れハートに変身し加勢する（詳細はキュアエースの項目を参照）。
メンバーで唯一プシュケーを抜き取られた。
名前については、テレビシリーズや関連作品では幼児向けに「マナ」とカタカナ表記を用いる一方、「愛」という漢字表記もあわせて設定されており、後者は劇場版にて小学生時代のノートが出てきた際、マナが生まれたときに五十鈴が命名した際などに用いられている。字幕の色は黄色。
菱川 六花（ひしかわ りっか） / キュアダイヤモンド
声 - 寿美菜子
側頭部の髪の一部を三つ編みにした紺色のロングヘアが特徴の少女。眼鏡をかけることもある。英知の光のプリキュア「キュアダイヤモンド」に変身する。9月17日生まれのおとめ座。何かあった場合「べつに」と言う癖がある。
マナとありすを呼び捨てで呼んでいる。真琴を当初「剣崎さん」と呼んでいたが、彼女が親友かつ仲間になったあとは「まこぴー」と呼ぶようになる。亜久里を「亜久里ちゃん」と呼んでいる。
私服には水色のものを着用し、黒色の靴下に靴を履いている。夏期には白色の服と靴下を着用している。
知的でまじめな性格であり、また「ママ（亮子）みたいなお医者さんになる」との目標を目指すべく勉強に励む優等生。その実力は全国模試でベスト10に入るほどで、そのこだわりはテストで首位から2位に陥落しただけで暗くなるほど（原因は後述）。その知識と博学さをいかして第37話で亜久里のニンジン嫌いを克服するため食育の講義を開き彼女に助力している。また第14話で百人一首に関心があることが判明し、一時期模試の成績やテストの点数が下がるほど夢中になっていた。そのため百人一首の和歌を口ずさんだり、和歌の内容を踏まえた発言もする。一方、運動は不得手で人前に出るのも苦手。
メンバーの中では一番の常識人である。それゆえ突っ走る傾向の強いマナ、世間知らずなありす、人間界に無知な真琴、多少のことには動じない亜久里、そんな4人を指摘することが多く悩まされることもしばしば。
しかし、悩みは自身の夢にも当てはまる。前述した百人一首を夢中になっていたとき「医者を目指す自分がうつつを抜かしている場合じゃない」と拒絶するが、それを聞いた父・悠蔵と亮子から「たくさん夢を持つのはいいこと」と諭され奮起する。また第26話では医者を目指すのは母への憧れからかと疑問を抱き、それを聞いていた亜久里に「自分を見つめ直すいい機会」と諭され考えることに。その結果「生徒会やプリキュアに入ったのもマナの誘いからだし、結局わたしは誰かに憧れたり誘われたりしないと行動できないのかな？」と分析し悲観する。しかし、同話でイーラを助けた（詳細は後述）のを機に医者を目指す何らかの確信を得る。
マナとは幼なじみゆえ強い絆で結ばれており、ラケルから「マナのいい奥さん」と評されている。また彼女と自分の関係を「幸せの王子とツバメ」に例えており、やっかいごとを背負い込む彼女をいつもフォローしている。しかし、自身も彼女に勇気づけられている（下記にエピソードあり）。また、親友関係であるだけに、マナの些細な変化には敏感であり、マナが髪をいじるのを見て秘密があると見抜き、彼女からプリキュアになったことを告白されている。当初は半信半疑であったが、同話終盤で彼女がハートに変身したのを目の当たりにし驚愕すると同時に「どうして厄介ごとばかり抱え込むの？」と愚痴をこぼすが、彼女が謝罪したのを見て「すべて話してくれてありがとう」と許している。
前述の通りマナとの関係は揺るぎないものと信じていたが、第10話で真琴が大貝第一中に編入しマナと仲良くしていたのを見て複雑な感情が生まれ、眠れなくなるほど苦悩することとなる。その後、同じく2人を羨望していた応援団長のジコチューを見たラケルの「あいつ、ヤキモチやいてる？」との言葉を聞いて嫉妬の感情に気付き自己嫌悪に陥るものの、ありすから「ヤキモチは誰にでもあるもの」と諭され奮起し、3人とともにジコチューを撃破する。戦闘後ありすと真琴から「わたしも2人と親友になりたい！」と告白され、2人が自身とマナとの関係を羨望していたことを聞いて自分と同じであったことに安堵。そして「2人とも変よ、もう親友じゃん！」と告げ、さらなる友情を深める（ありすと真琴の項目も参照）。
第10話で真琴がクラスメイトになったのを機に人間界の常識に疎い彼女のためマナとともに学校生活をサポートするが、想像を絶する惨劇（？）を目の当たりにし驚愕する（詳細は真琴の項目を参照）。
カエルが好きで、自室の調度品などもカエルをモチーフにした装飾物が多い。
家族に写真家である父の悠蔵と小児科医である母の亮子がいる。両親が多忙のために家では1人でいることが多く、近所の相田家で世話になっている。また泊まることもあるがその際もマナへの気苦労が絶えず、シャルルとラケルからも「六花が泊まるとマナのお世話や面倒で大忙し」と言われるほど。
前述の通りいつもマナの保護者的立場であるが彼女が絶望に陥った時は誰よりも身を案じており、第23話で彼女が一時戦意喪失してハートになれなかったが見事再起した時は嬉しさのあまり彼女に飛びつき、そして「マナ、よかった…」と安堵し目を潤ませている（詳細はマナの項目を参照）。
第26話で記憶喪失になったイーラを敵でありながら治療したあと、一時的に彼と意思疎通する。そのあとは再度敵対したイーラに悪事をやめるよう説得している。しかしその時は聞き入れてもらえなかったが、後日彼の心境に変化をもたらすきっかけとなる（詳細はイーラの項目を参照）。
ジコチューとの戦いが終わった後は、医学部への合格を目指して受験勉強に励んでいる。
名前の由来はダイヤモンドダストから連想する「雪の結晶」の意味がある「六花」から。字幕の色は赤。
四葉 ありす（よつば ありす） / キュアロゼッタ
声 - 渕上舞
「四葉財閥」の令嬢で、シニヨンを二つにまとめた茶色の髪が特徴の少女。ひだまりポカポカのプリキュア「キュアロゼッタ」に変身する。5月28日生まれのふたご座。誰にでも敬語で話し、語尾に「ですわ」とつける。
マナ、六花、亜久里を「ちゃん」付け、真琴を「真琴さん」と呼んでいる。
私服は黄色のドレスを着用し、黄緑色の四葉のクローバーのエンブレムがついた濃い空色の首飾りを付け、黄色のタイツに靴を履いているほか、日傘を携帯することもある。夏期には半袖の黄色いドレスを着用し、オレンジ色の首飾りを付けている。
現在は名門の私立七ツ橋学園に通うが、小学生の頃はマナや六花と同じ小学校に通っていた。またほとんど私服で登場しており、制服で登場したのは最終回（第49話）のみである。
マナと六花とは6歳のころに知り合った幼なじみであり、現在も学校は違えど仲がいい。2人と出会う前は病弱であったが、共に遊ぶにつれ次第に健康体になっていった。
心やさしくおっとりした性格で基本的には争いごとを好まないが、友人をバカにされると激昂する一面もある（後述）。また、庶民感覚とかけ離れた発言をすることが多い。
四葉財閥の経営方針を任されている地位にあり「東京クローバータワー」のオーナーも務めている。
前述の通りマナと六花とは幼なじみであるが同じ学校に通っていつも側にいる2人を羨望しており、そのため第10話でマナと真琴が一緒にいるようになって元気がなかった六花を見て「2人にヤキモチやいている」と見抜く。そして彼女が悟った際「わたしもマナちゃんと六花ちゃんの仲が羨ましかった」と吐露し、その後自身と同じ考えであった真琴とともにマナにも打ち明ける。そして六花から「何言ってるの、もう親友じゃん！」と言われたことで胸のつかえがおり、3人とさらなる友情を深める（六花と真琴の項目も参照）。
祖父・一郎の影響で幼少時から様々な習いごとをしているが、武術の稽古だけはやめている。その理由は小学生時代にいじめっ子兄弟（声 - 森谷里美、神田みか）から自分をかばったマナが侮辱されたことの怒りで、自らの意思に反してその兄弟のみならず彼らの兄の中学生（声 - 大林洋平）までもたたき伏せたことがトラウマとなってしまったため。しかし、第25話でマナと真琴が自らを高めたのを見て奮起し武術の稽古を再開する。また、飛行機の操縦も可能。
第4話でクローバータワーの防犯カメラに収められていたマナがハートに初変身した映像を偶然見つけ、また街で保護したランスから事情を聞きだしたことで独自にプリキュアの正体とジコチューの存在を知る。当初は上述の過去の出来事によるトラウマから、裏方のサポートに徹する姿勢を見せていたが、紆余曲折を経てプリキュアに覚醒する。
ロゼッタ覚醒後は四葉財閥の財力と情報網を存分に駆使し、プリキュアとジコチューに関する情報を集めるようになる。手始めに第5話で真琴とソードが同一人物でないかと疑い科学捜査班を出動させている。また、プリキュアの存在が世の中に周知されぬようセバスチャンに命じてあらゆる根回しを行っている。
ジコチューとの戦いが終わったあとは、人間界と繋がった「トランプ共和国」相手に積極的な経済的交流を行っている。
名前の由来はトランプモチーフということで『不思議の国のアリス』から。
剣崎 真琴（けんざき まこと） / キュアソード
声 - 宮本佳那子
青紫色のショートヘアが特徴のトランプ王国出身の少女。勇気の刃のプリキュア「キュアソード」に変身する。人間界での愛称は「まこぴー」。11月4日生まれのさそり座。
本名は「マコト」であるが、人間界へやって来たのを機に「剣崎真琴」と名乗るようになる（詳細は後述）。
当初マナ、六花、ありすを「あなた」と二人称で呼んでいたが、親友になったのを機に呼び捨てで呼ぶようになり、亜久里を「亜久里ちゃん」と呼んでいる。
私服はネクタイを付けた紫色のベストとショートズボンを着用し、黒色の靴下に白色のショートブーツを履いている。夏期には白地の私服に茶色のベストを着用し、薄紫色のロングソックスを履いている。
クールかつしっかり者で相手に強気な態度をしている。一方でかわいいものに執着する一面もあり第8話でアイちゃんを抱きたいと思っていたが、前述のプライドが邪魔し素直になれなかった。しかし、同話終盤で彼女に子守歌を歌った際に抱いたので無事成就する。また当初自分の考えをうまく言えない寡黙な性格であったゆえダビィに本心を代弁されては揶揄されていた（詳細は後述）が、第10話終盤でついにしびれを切らし「わたしの思いを先に言わないで！」と咎める。これを機に自ら意見を述べるようになる。人間界の常識には疎い。
人間界ではアイドル歌手として活動しており、その人気ぶりは6万枚のチケットが3分で完売、デビュー曲がミリオンヒットを。「歌を真剣に歌ってでみんなを笑顔にする」という信念を持っており、厳しいスケジュールも難なくこなすプロ意識の持ち主。コンサートなどでは「ラブリーインカム」（ヘッドセット）を装着して歌う。
ところが第24話で亜久里に「歌に迷いがある」と指摘されたのを機に引退を示唆するようになり、マナたちの説得も聞かず引退を決心する。しかしアンジュから「自分のために歌ってください」との言葉を貰って感涙、自分を応援してくれる皆のために歌うことを決意し引退を撤回する。
トランプ王国ではマリー・アンジュに仕える歌姫であり、彼女の笑顔を見るため歌ったりと敬愛している。また彼女からは妹のように扱われており、2人きりのときには「『アン』と呼んで」と促されていた。しかし、自身は呼びすてにすることを「馴れ馴れしい」と感じ遠慮していた。
孤独な戦いに慣れてきた経緯から当初はマナたちを拒絶していたが、第5話でマナの誠実な態度を見たことで考えをあらため続く第6話で正体を明かし、さらに第7話でマナたちの仲間になる。
第10話で大貝第一中学校に編入し、マナと六花のクラスメイトになる。その理由を「王女さまと人間界の情報を得るため」と述べているが、それは建前でダビィに「マナたちと共にいたいから」と本音を暴露され赤面する。何はともあれいざ学校生活を始めるが名前をアイドルのサインで書いたり、書道では筆に直接墨汁をかけたり、家庭科ではテーブルクロスまで縫いつけたりと破天荒な行動を起こしてしまいマナと六花をてんやわんやにさせる。またバケツを倒し水をこぼした時は右腕を上げ指を動かす不可解な行動を見せ、自身曰く「これはクリーナーを呼ぶサイン」とのこと（水の拭き取りは六花がおこなった）。さらにアイドルゆえ記者たちに下校をパパラッチされそうになるが、六花の機転でマナと逃げて事なきを得る。その事をマナに「六花はいい仲間ね」と問いかけ彼女から「だって六花は親友だもん！」と返され立ち尽くす。その理由をマナに問われ「2人が羨ましい」とまたもダビィに代弁されてしまい悔しがる。この事が2人を羨望するきっかけとなり「2人が羨ましかった。わたしも親友になりたい！」と今度は自分の口で打ち明け、それを聞いていたありすも賛同する。その後六花から「何言ってるの、もう親友じゃん！」と返されたことで3人とさらなる友情を深める（六花とありすの項目も参照）。
幼少時に両親を事故で亡くしており、本人曰く「顔も覚えていない」。しかし、幼少を過ごした孤児院らしき施設に時折アン王女が訪問に来ており、彼女のお陰で寂しくなかったことを述べている。
ジコチューの侵略を受け壊滅したトランプ王国を見て、王国を守れなかったことをと悔いる。しかし、めげずに「王女さまを捜しだし、そして王国を復興させる」と心に決め人間界へやってくる。その後ジョナサン（ジョー）がアンジュの婚約者であることを知ってから彼を否定する態度をしていたが、自分と同じように祖国を守れなかったことを悔やむ彼を見て理解するようになる。
キングジコチューの娘であるレジーナに対し敵視していたがマナの彼女への気持ちは理解しており、そのため次第に自身も彼女の素顔を知り態度を軟化させていく。そして第40話で自分たちの思いを伝えるべく「こころをこめて」をつくり彼女に披露する。しかし彼女の改心には至らず自身の才能に落胆していたが、亜久里の「レジーナがこの曲に震えていた。きっと愛する心がある」との言葉を聞いて安堵する。
第15話では、映画『スノーホワイト』（白雪姫）で主役の「白雪姫」を演じる。
第35話で虫歯になり歯医者に行くも怖くて逃げてしまうが、亜久里に「それではアイちゃんに示しがつきませんわ！」と諭され我に返る。そして「アイちゃんのためにも歯を治す！」と決意し、紆余曲折あったが無事虫歯を完治させる。
プロトジコチューを撃破後、幻影のアンジュとの別れを受け入れられず泣き崩れたが彼女から「あなたの歌声を世界中の人々に届けてください」と励まされたことで悲しみを乗り越え、再度アイドルとして歌うことを決意する（マリー・アンジュの項目も参照）。同時にトランプ王国出身であることを公表する。
劇中では明らかにされなかったが、放送終了後にシリーズ構成の山口亮太が「真琴の本名は『マコト』であり、『剣崎真琴』という名前は人間界に来て名乗り始めた」という見解を示している。また、本人は劇中で「『キュアソード』はアンジュ王女からもらった名前」と語っている。さらに劇場版における過去の思い出でも、アンジュ王女に「これからはプリキュアとして『キュアソード』を名乗るように」と言われている。
名前の由来は音楽に関係のある「琴」から。字幕の色は紫。
円 亜久里（まどか あぐり） / キュアエース
声 - 釘宮理恵
茶髪のロングヘアが特徴の小学4年生の少女。普段は前髪を後ろで結んでいるが、下ろした髪はレジーナと瓜二つである。愛の切り札のプリキュア「キュアエース」に変身する。
メンバーでは最年少であるが4人を呼び捨てで呼んでいる。
夏服は赤のワンピースであるが、冬服は赤の長袖にスカートを着ている。
第22話でキュアエースとして登場し、続く第23話で亜久里でも登場。
誰にでも丁寧語で話す。物腰は大人びているため厳しい言動も多いが、優れた能力がある者に対しては素直に称賛する一面もある。また自らの苦手を克服するため努力もしており、当初ニンジンが嫌いであったが紆余曲折を経て克服している（詳細は後述）。しかし年相応な茶目っ気さもあり、また時折ツンデレも垣間見せる。
お菓子が好物。そのエピソードとして第24話ではセバスチャンかつくったロールケーキを食べて膨大な感想を述べたり、第27話では野点で出した和菓子を欲しがったり、第37話ではお菓子の家のジコチューを見て「敵ながらブラボーですわ」とよだれを垂らしながら称賛している、などがある。普段の性格とギャップがあるため六花から「お菓子がからむとかわいいのに…」と評されている。
一方でニンジンが苦手で「ニオイとなんとも言えない甘さがイヤ」と短所を述べていたら、それを聞いたアイちゃんも嫌いになりかける。その一部始終を見ていた真琴から「わたしたちがアイちゃんの手本にならないと」と注意されて我に返り、克服を決意しマナの後押し（？）と六花の食育を受けるが克服できず「我ながら情けない…」と弱音を吐く。しかしお菓子の家のジコチューにアイちゃんと幽閉されたときみんなのニンジン愛がよぎり「ニンジンは敵ではなく愛する友」と考えを改める。そしてついに食して克服しジコチューも打破、見事食べられるようになる（マナと六花の項目も参照）。ちなみに、アイちゃんも食べられるようになった。
第40話で真琴の曲を聴いていることが判明し、お気に入りは（クラスで流行っていると前置きしつつ）「〜SONGBIRD〜」。
正体はアンジュのプシュケーの善の片割れ（悪はレジーナ・後述）である。のちにアイちゃんと出会いエースとなり、その後の「ジコチューに敗れてプリキュアの力を失った」という記憶は自身の思い込みで、記憶のほとんどがマリー・アンジュの記憶から構成されている。
誕生した後は人間界に不時着し、茉里によって赤子の姿で発見された直後肉体が約10年分急成長する。その後円家の養子となった。戸籍上は親子にあたると思われるが、茉里とは祖母と孫娘の関係で通しており、彼女を「おばあさま」と呼ぶ。これらの経緯のため誕生日がない。後に小説版において茉莉が赤子だった亜久里を拾った日が5月30日である事を明かしているが、亜久里としてはマナたちに仮の日とはいえ誕生パーティーをやってもらった12月1日を誕生日にしてほしいとしている。
プリキュアとして覚醒する先に「不思議な力」に導かれて孤島にいたメランに出会い「水晶の鏡」を手に入れようとするが、断られる過去をもつ。
ハートたちよりも戦闘能力は格上であるが、5分しか変身できない弱点が判明する。そのため、この欠点が発覚する以前はハートたちが敵を倒せていないときでも突然別れを告げてその場から立ち去ることが多かった。のちにこの弱点はなくなる。
マナたちに「プリキュア5つの誓い」を伝え厳しい姿勢で新たなステージへと導く役目をもち、時には冷酷な選択肢で4人の真意を試そうとするが、それでもいつも自分を対等な立場で接する4人を見て自身も次第に素直な感情を見せるようになる。
当初はプリキュアの力を高めることを最優先と考え戦闘に巻き込むのを避けるために友人を作ろうとしなかったが、マナたちの諭しやクラスメイトのエルと親友になったことで友人の大切さを学ぶ。
ジコチューとの戦いが終わったあとはアンジュに向かって「あなたの意思は、わたくしが受け継ぐ」と誓い、学校でもエル以外の親友ができた模様。字幕の色はオレンジ。
名前の由来はレジーナ（REGINA）のアナグラムで「EN AGRI」から。

### プリキュアの協力者
ジョー岡田（おかだ） / ジョナサン・クロンダイク
声 - 櫻井孝宏
チューリップハットをかぶっている金髪の青年で、マナたちに「キュアラビーズ」を渡した人物。
一人称は「ボク」。マナたちからは「お兄さん」もしくは「ジョーさん」と呼ばれている。
屋台で骨董品やアクセサリーを販売していたが、のちにマナたちの住む街で「ソリティア」というアンティークショップを開く。
掴み所のない性格で行動も唐突ながらもタイミングが良すぎる違和感などから六花からは不審に思われている。当初からプリキュアの秘密やアンジュの行方について知っているのではと疑惑をもたれていたが、六花や真琴から追及を受けてもはぐらかし何も語ろうとしなかった。
正体はトランプ王国の戦士「ジョナサン・クロンダイク」であり、マリー・アンジュの婚約者。トランプ王国がジコチューに襲撃され、アンジュとキュアソードが地球に脱出したあとに人間界へ来ていた。
ソードがアンジュに仕える以前に遠方の警備で城を離れていたため、真琴やダビィとは対面するまで面識がなかった。その経緯もあってか、真琴からは信用されていなかったが、祖国を守れなかったことを悔やんでいることを真琴に知られて以降は和解している。
トランプ王国の戦士ということもあり身体能力や戦闘能力は常人よりも優れているが、プリキュアに比べて体力が劣るため行動についていけないことがある。
氷漬けになったアンジュをジコチューたちから奪還したあとは、彼女を追っ手から匿うために姿をくらませていたが第44話にて復帰する。しかし、そのアンジュがダミーであることまでは知らなかった模様。
最終回においては、ジコチューとの終戦後に髪型もスタイルも一新して「トランプ共和国」の初代大統領に就任する。
名前の由来は「ジョーカー」から。
セバスチャン
声 - 及川いぞう
四葉家筆頭執事であり、ありすの右腕。右目に片眼鏡をかけており、白髪のオールバックで長いカイゼル髭と左右に伸びる長いあご髭が特徴の老人。いつもありすの傍について、その指示を忠実にこなす。ありすを幼少の頃から支えており、それゆえ彼女からの信頼も厚くプリキュアの正体も聞かされている。
その仕事は四葉財閥だけでなく、プリキュアのサポートにも渡り、ジコチューからの避難誘導やプリキュアの秘密を守る役目も担うほか、戦いが激化していくありすの身を案じ、人工コミューンを製造して自身が人工プリキュア「キュアセバスチャン」 に変身したこともある。
前述の仕事のみならず、第24話では手作りのロールケーキでマナたちをもてなし、亜久里には「パティシエ顔負けの腕前」と評されるほど。

### トランプ王国
真琴（マコト）、ジョー（ジョナサン）と妖精たちの出身地であり、地球とは別の世界にある王国。家事を自動で行う機械の存在や、虫歯が存在しないといった地球とは異なる要素が語られている。
元々は美しい景色と多くの城や宮殿を持つ平和な王国であったが、「ジコチュー」の侵略で国民たちは全員ジコチューに変えられており、国土は焦土と化した。
物語の開始前よりプリキュアが存在していたが、ジコチューの侵略の際、キュアソード以外のプリキュアたちは敵の幹部であるルスト、ゴーマと刺し違えた。
ジコチューとの戦いが終えたあとは王制を全廃して共和制に移行し、「トランプ共和国」と改めて人間界と国交を結ぶようになる。
マリー・アンジュ
声 - 今井由香
トランプ王国の王女。桃色のロングヘアが特徴。ジョナサン・クロンダイクなど親しい人物からは「アン」と呼ばれている。
温和でおっとりとした雰囲気であるが、おてんばかつ好奇心旺盛な性格。一人称は「わたし」もしくは「わたくし」。
異世界の文化に興味をもっており、競技かるたをはじめ多くの趣味をもつ。また、国民のことを優先して考えるなど責任感が強い。
三種の神器の1つ「光の槍（ミラクルドラゴングレイブ）」を所持しており、侵略された際はその力でジコチューを一撃で浄化している。
キュアソード（マコト→真琴）を妹のようにかわいがり、王女と家来の間柄を越えた深い信頼関係を築いている。そのため彼女に「『アン』と呼んで」と促しているが「わたしにはおこがましい」と遠慮されている。また、ジョナサンは婚約者で互いに将来を誓いあう関係。
母親である王妃は出産直後に亡くなっており、父であるトランプ王国の王とともに生活していた。
ある日、トランプ王国に封印されていた闇の「ジコチューの種」が入り込んだことで病に罹り「黄金の冠（エターナルゴールデンクラウン）」の力を得た父の功績で完治する。しかし、直後に父が「キングジコチュー」と化して国を攻めたために親子で戦うが、父親への愛情から倒すことができず、キングジコチューの身体を石化して封印することになり、代償に自身の力も失う。
王国が陥落する直前、生まれたばかりのシャルル、ラケル、ランスを地球へと逃がし、自身もソードとともに「魔法の鏡」で逃亡するがベールの追撃から自ら盾となって彼女のみを逃がす。
実はベールに追いつかれており、彼に「国より肉親を優先させた」「最悪で最高の自己中だ」と指摘されたことでジコチューにされかけるが、直前に半分闇に染まった自身の「プシュケー」を2つに割ってほかの世界に放流し、自身は卵となって後述のアイちゃんに転生する。その後2つに割かれたプシュケーは亜久里とレジーナになっている（詳細は当該記事を参照）。
自身を捜索するジコチューを欺くため、氷漬けになった自身のダミーを地球に放置した。これは非常に頑強なものであるが、第45話で亜久里が「黄金の冠」をかぶり彼女が真実を知った際に一撃で破壊される。
最終回（第49話）で戦いを終えたマナたち、ジョナサン、国王の前に幻影として現れ「わたくしは元には戻れません」と謝罪する。続けて「亜久里とレジーナはみなさんからたくさんの愛をもらいました」と感謝を述べ、それを聞いた2人から「あなたの分も頑張る」と返され微笑む。またジョナサンにも「愛をありがとう」と述べ感謝する。最後に自身の消滅に解せない真琴を「あなたに涙は似合わない、歌で世界を明るくしてください」と励まし、続けて「わたくしはアイちゃんとしてあなたのそばにいるわ」と笑顔で述べながら消滅した。
アイちゃん
声 - 今井由香
第8話から登場。人間の女の子の赤ちゃんに天使の羽が生えたような姿をしている。最初は後述の「ソリティア」で生活していたが第22話以降はマナたちにお世話されるようになり、続く第23話からは自身がかけた魔法で「マナの妹」として暮らすようになる。
明確な言葉を話すことができず「アイ」「きゅぴ」といった言葉で感情を表現するが、次第に片言の言葉を話せるようになる。
背中に生えた羽で自由に飛行するほか、「きゅぴらっぱ〜!」と叫びながら涎掛けについているアップリケのハートマークを発光させることで超能力を発揮する。哺乳瓶が出現する「キュアラビーズ」を所持しているほか、プリキュアたちの感情に応じてキュアラビーズを作り出すことが可能。
泣き虫であるがイタズラ好きで、いつもシャルルたちを困らせたり、ランスの耳をよく噛んでいる。この他、ジコチュートリオまでも困らせていた。
正体はベールによって「プシュケー」を失ったマリー・アンジュが、妖精として生まれ変わった存在。その直後に、卵化して人間界の河原に不時着したところをジョナサン（ジョー）が偶然回収して「ソリティア」で保管され、第8話でマナたちが初めて店を訪問した際に復活する。
「妖精としてプリキュアに力を与える」「闇の力に対するシールドとしての役割をはたす」ことを使命とする。そのため、ジコチューの力の源となる「ジャネジー」を減衰させることが可能。
第25話で亜久里のパートナー妖精と判明し、彼女が変身する際は涎掛けのアップリケから「ラブアイズパレット」が出現する。
第34話以降は「イヤイヤ期」に突入したが、プリキュアたちにワガママにならない子に育てられたことで無事にイヤイヤ期を脱した。
マコト / キュアソード
声 - 宮本佳那子
マリー・アンジュに仕えていたプリキュアかつ歌姫。第1話のアバンタイトルで襲来したジコチューを打倒すべく応戦するが、力及ばずに侵略され焦土化してしまった。変わり果てた国を見て「王国を守れなかった…」と悔やんでいたところアンジュの機転により人間界へ転送され、そこでアンジュと王国の手がかりを探るべくアイドル歌手「剣崎真琴」として活動を始める。
人間界での詳細は剣崎真琴を参照。

#### 妖精
「ラブリーコミューン」への変身能力をもつ妖精で、それぞれの動物をモチーフとしており、空中を浮遊するほか人間に変身することが可能。全員呼び捨てで呼んでいる。マナたちに対しても呼び捨てで呼ぶが、真琴を「まこぴー」と呼ぶこともある。ありすからは全員「ちゃん」付けで呼ばれ、他の4人からは呼び捨てで呼ばれている。また、各々頭の飾りと同色の形が異なる襟飾りをつけている。シャルル、ラケル、ランスは三姉弟の関係で、生まれてすぐマリー・アンジュによって地球へ送られたためトランプ王国のことを知らなかった。その後第7話にて荒廃した王国でダビィと初対面し、彼女から王国が滅亡した経緯の説明を受ける。ジコチューの闇の鼓動を感じ取ることでその出現を把握することができる。
当初ダビィだけが人間の姿（DB）に変身していたが、第29話からは三姉弟も変身できるようになる。その際DBから「人間に変身している間は空を飛んだり、闇の鼓動を感知したり、仲間と通信を行うといった妖精時の能力が使えなくなる」とデメリットを忠告される。また、三姉弟は人間時の名前を持っていないので妖精時の名前で呼ばれている。
彼らの名前はトランプの絵札のモデルになった人物の名前に由来している。
シャルル
声 - 西原久美子
マナのパートナー妖精。一人称は「わたし」か「あたし」、もしくは「シャルル」で、語尾は「シャル」。
ピンク色のウサギに似た姿で、丸い尻尾とマゼンタ色のハートの模様がついた長い耳をもち、頭に銀色のハートの描かれた丸いブローチがついた濃いピンク色のリボンと首にはそのリボンと同色の襟飾りをつけている。目の色はマゼンタ色。
三姉弟の長女。熱心かつがんばり屋であるが、マナの軽率な行動を制止できないなど空回りすることもある。また小さいことを理由に過小評価されるのを嫌っており、自分の存在を強くアピールする節がある。
アイちゃんのお世話用の「ラビーズ」を使用するときは「シャルルンルン！」と言う。
名前の由来は、ハートのキングのモデルである「シャルルマーニュ（カール大帝）」から。
人間態
第29話でDBから変身方法を教わるが、最初は思いが足らずやかんになってしまった。その後見事人間へ変身を果たし、その容姿は頭頂部を妖精時のリボンで少し結ったピンク色のセミロングが特徴の中学1年生くらいの少女。マナ曰く「臨時の助っ人」。容姿がマナに酷似しているため、副会長の十条から「まるで姉妹ですね」と言われている。
一人称や性格、声色は妖精時とほとんど変わっていない。また、一般人に怪しまれないよう語尾をつけないよう努めている。
事の発端は同話のアバンタイトルで多忙なマナを見て「シャルルもマナを手伝いたい！」との願いから。そして生徒会の仕事を難なくこなし願いを成就させるが、DBが忠告していたジコチューの鼓動を察知できず対応に遅れてしまった。その後マナと合流しハートに変身させて事なきを得る。戦闘後マナたちに謝罪するが、その最中自身が道中で助けた人々がお礼を言いにたずねてくる。そしてそれを聞いたマナに「シャルルは最高の仲間だよ！」と褒められ抱擁される。第36話でも助っ人をおこなっている。
ジコチューとの戦いが終わったあとはマナの家族にも正体を明かしており、人間の姿で「ぶたのしっぽ亭」の仕事を手伝っている。
ラケル
声 - 寺崎裕香
六花のパートナー妖精。一人称は「ボク」で、語尾は「ケル」。
水色の子犬のような姿で、フサフサした尻尾と青色のダイヤの模様がついた垂れ下がった長い耳をもち、頭に銀色のハートの描かれた丸いブローチがついた濃い空色のリボンと首にはそのリボンと同色の襟飾りをつけている。目の色は青色。
よく六花からその長い耳を触られている。
三姉弟の長男。ランスの軽率な行為を諌めるしっかり者であるが、泣き虫でもある。また格好つけた言動をすることもあり、第9話でダビィから聞いた情報をあたかも自分が知っていたかのような口ぶりでマナたちに説明したが、その後ランスに真実をバラされあたふたした、などがある。六花からは「真面目で思い詰めるタイプ」と分析されている。
アイちゃんのお世話用のラビーズを使用するときは「ヨー、チェケラケ！」と言う。
第26話で記憶喪失になっていたイーラを六花が看病するのを見て複雑な感情（ヤキモチ）を抱く。
名前の由来は、ダイヤのクイーンのモデルである「ラケル」から。
人間態
第29話でシャルルの人間への変身懇願に便乗しDBから変身方法を教わるが、最初は思いが足らず椅子になってしまった。その後見事人間へ変身を果たし、その容姿は青色の短髪をしたマナたちより年下の小柄な小学生くらいの少年。この容姿を見て「ボク長男なのに、何でシャルルよりちびっこなの？」と悔しがる。
一人称や性格などは妖精時と変わらないが、声色が少し低くなり落ち着きさも出ている。また、シャルル同様一般人の前では語尾をつけないよう努めている。
人間へ変身した理由は「六花と勉強や運動をしたいから」。いざ宿題と晩ごはんを手伝おうとした矢先、六花に「もう済ませちゃったわ」と言われ空回りに終わる。そのため「ボクって役立たず？」と悲観するが、彼女から「一緒にいるだけで嬉しいわ」と慰められる。第36話ではシャルルとともに生徒会の仕事を手伝おうとしたが、六花に「小学生が中学校にいるのはちょっと…」と言われ落胆する。
第36話でマナたちのクラスメイトである八嶋に恋心を抱き意を決して彼女をデートに誘い至福のひとときを過ごしたが、彼女にはすでにボーイフレンドがいたため失恋してしまう。そのためショックを受けるが、六花が慰めてくれた事ですぐ立ち直る。ちなみにマナは「ラケルが一番好きなのは六花」との見解を示しており、即ちこの恋が成就しないことを予言していた。前述の通り「やっぱり六花が一番！」と自身が立ち直ったのを見た六花に苦笑いされる。それ以降、八嶋とは一切関わる事はなく六花に好意を抱き続けている模様。
ランス
声 - 大橋彩香
ありすのパートナー妖精。一人称は「ボク」もしくは「ランス」で、語尾は「でランス」。驚いた時は「ス〜」と言う。舌足らずな口調をしている。
黄色の子熊のような姿で、丸い尻尾とオレンジ色のクローバーの模様がついた丸い耳をもち、頭に銀色のハートの描かれた丸いブローチがついた濃いオレンジ色の菊らしき花を4個つけた飾りと首にはオレンジ色の襟飾りをつけている。目の色は濃いオレンジ色。
第3話で居眠りしていてマナたちに学校の理科室に置いてけぼりにされ、深夜の町中をさ迷っていたところを偶然ありすとセバスチャンに拾われ、2人にプリキュアとジコチューの秘密を教えたことを第4話で明かしている。
三姉弟の次男にして末っ子。甘えん坊でマイペースな性格であるが、プリキュアへの変身を躊躇うありすを説得する芯の強いところもある。ありすがプリキュアに覚醒後は彼女の手や頭などにくっついていることが多い。
ほかの妖精に比べて未熟なところがあり、よくドジを踏んで災難にあうことが多い。その例としてアイちゃんによく耳を噛まれており、失神することもしばしば。
アイちゃんのお世話用のラビーズを使用するときは「ランスッス〜」と言う。
第48話において、巨大化したキングジコチューへの対抗策としてロゼッタバルーンで召喚された巨大な分身が闊歩するという姿をみせる。
名前の由来は、クラブのジャックのモデルである「ランスロット」から。
人間態
第29話でシャルルの人間への変身懇願に便乗しDBから変身方法を教わるが、最初は思いが足らず長靴になってしまった。その後見事人間へ変身を果たし、その容姿は橙色の天然パーマが特徴の小柄な男の子。
一人称や性格などは妖精時と変わらないが、声色が微妙に低くなる。また、この形態でも語尾をつけて喋る。
人間へ変身した理由は「ありすに子守歌を歌うため」。実際に行うが自身が先に眠ってしまい、ありすとセバスチャンに介抱されてしまう。それを見たありすに「可愛いですわ、小さな弟ができたみたいで」と喜ばれる。
ダビィ
声 - 内山夕実
真琴のパートナー妖精。一人称は「わたし」もしくは「ダビィ」で、語尾は「ビィ」「だビィ」。
薄紫色のネコに似た姿で、長い尻尾と明るい紫色のスペードの模様がついた短く尖った耳をもち、頭に銀色のハートの描かれた丸いブローチがついた紫色のリボンと首には明るい紫色の襟飾りを付けている。目の色は紫色。
沈着冷静な性格であるが、真琴に対しては心配したりからかったりと態度がコロコロ変わる（詳細は後述）。また後輩であるシャルルたちのサポートやアドバイスを行うしっかり者であるが、その反面やや早とちりな一面もある。その例として第14話では六花が百人一首に関心を持って成績が下がったときに「六花が非行に走った」と早とちりしたり、続く第15話では真琴の演技を成長させるつもりで練習の間、常日頃厳しい言葉を投げかけていた女優・おおとり環の真意を理解できず「白雪姫の女王よりいじわる」と述べては真琴にいじわるをしていると誤解していた、などが挙げられる。
当初は仲間を作ろうとせずに一人で戦おうとする真琴の身を案じ、彼女とマナたちの間を取りもつ役目を率先して行っていた。また、自分の本音を言うことが苦手であった彼女に「思ったことは素直に言うこと」とアドバイスしていたが、それでも言えなかった時は代弁し揶揄していた。
トランプ王国時代からキュアソードをサポートしていたので三姉弟より王国の事情に精通しているが知らないこともある。
同性のシャルルと意見が合うことも多いが、第36話でラケルが八嶋に恋心を抱いた時は妖精と人間が恋愛関係を持つことに否定的な考えであったため、肯定派のシャルルと真っ向から対立し激しい口論かつ取っ組み合いのケンカとなる。
アイちゃんのお世話用のラビーズを使用するときは「ダビデダビデダビィ〜！」と言う。
名前の由来は、スペードのキングのモデルである「ダビデ王」から。
第24話のあらすじでは「ダヴィ」と誤表記されていた。
DB（ディー・ビー）
人間界で生活するため、ダビィが人間の成人女性に変身した姿。濃い青紫色のショートヘアで眼鏡をかけている。
外見は紺色のレディーススーツを着用し、紫色のスペード型のピアスを付けている。
この姿の時は真琴のマネージャーとして活動している。また真琴の移動時には運転手を務めており、スカイダイビングや格闘術も見せるなど高い身体能力をもつ。
この状態では語尾の「ビィ」「だビィ」は付けず、口調や声、性格も穏やかで大人びたものに変わる。しかし、この状態でも真琴の身を案じる性格は変わっていない。
この状態から直接コミューンに変身ができ、その逆もできる。

### ジコチュー
本作品におけるプリキュアの敵対勢力。ジコチューの王であるキングジコチューが率いる闇の勢力であるが、実態はキングジコチューの本体であるプロトジコチューが操っている。「gogo！jikochu」という廃墟と化したボウリング場を本拠地にしているが、第39話からは支配下に置いている「トランプ王国」の王宮を新拠点にしている。
自分たちの勢力を拡大することを目的に掲げており、人間の利己心のエネルギーであり自分たちの力の源でもある「ジャネジー」を得るため、人間の「プシュケー」から「ジコチュー」という怪物を生みだし、そのジコチューが破壊活動を行うことで発生するジャネジーの回収を目論む。
勢力拡大の一環としてトランプ王国に侵攻し、トランプ王国の民をジコチューに変えることで侵略に成功するが、キングジコチューはマリー・アンジュとの激闘の末に封印され、配下たちはトランプ王国最後のプリキュアであるキュアソードを追跡して人間界に侵攻する。同時に、封印されたキングジコチューを復活させるためにジャネジーの回収に奮闘することになるほか、活動の阻害となるマリー・アンジュの捜索およびプリキュアの打倒も兼務している。

#### 黒幕
プロトジコチュー
声 - 岩崎征実
ジコチューたちを裏から操る黒幕で、1万年前の宇宙を支配していた闇の存在。人間が「自己中」かつ「ワガママ」であるかぎり、生まれ続ける存在でもある。一人称は「わたし」。
翼の生えた紫色の悪魔のような姿をしており、頭部には3本の角を生やし、6本の腕をもつほか、胴体には巨大な口がある。また、封印されていた間は黒い液状の姿をしていた。
他人の対話に一切応じず、暴力でねじ伏せる独善的な性格であるほか、ずる賢くて狡猾な一面も見せている。
すべての命を消し去ろうと目論み、最終的には自分だけで宇宙を支配することが目的であるが、その目的をキュアハートからは「ひとりだけになったら自己中もできない」と指摘されている。
強大な戦闘能力を保有しており、プリキュアたちの「プリキュア・ロイヤルラブリーストレートフラッシュ」も通用しない強さを持ち、拳の風圧だけで地面を抉ることができるほか、特殊な能力で無数の高層ビルを持ち上げて攻撃することができる。また、胴体にある口からは強力な「ジャネジー」を放出して攻撃することもできる。
1万年前の人間界にも出現していたが、当時のプリキュアであるキュアエンプレス、キュアマジシャン、キュアプリーステスによって撃退され、「エターナルゴールデンクラウン」の力でトランプ王国の地下に封印されていた。
封印されていた間も残された力でマリー・アンジュを病に陥らせ、さらにはトランプ王国の王を利用して自身の封印を解かせることに成功し、国を犠牲にして娘を救出したトランプ王国の王を「究極のジコチュー」と判断して取りこむ。
トランプ王国の王を取り込んでいた間は「キングジコチュー」と名乗っていたため、配下たちからはその名で呼ばれている。
第49話ではベールを吸収して完全復活を果たし、宇宙を再度支配しようと行動に移り、その強大な力でプリキュアたちを圧倒するほか、キュアハートの「プシュケー」を無理矢理闇に染めて追いつめるが、彼女のつよい精神力によって失敗に終わる。そして、最終的には他の4人のプリキュアの力と「3種の神器」の力でパルテノンモードになったキュアハートに圧倒され、最期は彼女の必殺技である「マイ・スイートハート」を受けたことで浄化され、大量のプシュケーとなって消滅した。
のちの『映画 プリキュアオールスターズ みんなで歌う♪奇跡の魔法!』では、ソルシエールの魔法で生み出した幻が登場している。

#### 王族
キングジコチュー
声 - 大塚芳忠
ジコチューたちの王として君臨する男性怪人。巨大な漆黒の悪魔のような姿で、頭部の2本の角が特徴。一人称は「わたし」。
非常に短気かつ傲慢な暴君として振る舞っており、その絶対的な威圧感で配下のジコチューたちからは恐怖の対象として恐れられ、娘のレジーナに対しても容赦なく制裁を加えるなど、冷徹かつ非常な存在として徹底している。しかし、時には娘への愛情を見せつけることもある。
比類なき「ジャネジー」を保有しているために戦闘能力も非常に強く、強力な雷を発生させて攻撃したり、自身の幻を出してレジーナを洗脳したりするほか、強力な破壊光線を放つこともできる。
その正体はトランプ王国の王であるが、後述のようにプロトジコチューの器にされて現在の「キングジコチュー」の姿へと変貌した経緯をもつ。それ以降は「愛があるから心が苦しくなる」と考えるようになり、自身と娘のだけの世界を築くことを目的にトランプ王国を滅ぼしたが、「ミラクルドラゴングレイブ」を持つマリー・アンジュによってその力を封印され、トランプ王国で石化した状態で身体が残されて現在に至る。
封印されたあとも、ジコチューたちが生みだすジャネジーを蓄えながら復活のときを待ち続け、第21話では言葉を話せるほどに回復する。
第46話にて完全復活を果たし、人間界に侵攻してプリキュアたちと対決することになり、続く第47話ではレジーナに改心するよう説得されたことで気持ちが揺らぎだして苦悩し、第48話では娘の分身でもあるキュアエース、レジーナ、アイちゃんによってキングジコチューの身体の中からトランプ王国の王が救出され、同時にキングジコチューの身体は消滅した。
トランプ王国の王（トランプおうこくのおう） / ビッグ・フォーチュン
声 - 大塚芳忠
トランプ王国の王を務めていた初老の男性で、マリー・アンジュの父親でもある。茶色の髪とヒゲが特徴。一人称は「わたし」。
国や国民を大事にする性格であると同時に、最愛の妻が出産により死亡したため、娘のマリー・アンジュを妻の分まで愛して育てるという家族愛ももち合わせる。
ある日、マリー・アンジュが原因不明の病にかかり、その病を治す知識を得るために禁忌とされる「エターナルゴールデンクラウン」の封印をといて結果的に娘の病は完治するが、エターナルゴールデンクラウンに封印されていたプロトジコチューに取りこまれたことで「キングジコチュー」にされ、自身はキングジコチューの「プシュケー」に封印される。
キングジコチューの体内から救出されたあとはトランプ王国の王を退き、人間界に残ってマナの祖父である宗吉と将棋を指したりして隠居している。その際は和服を着用していた。
ジコチュー細胞（ジコチューさいぼう）
声 - 岩崎征実
キングジコチューの体内にいる細胞たち。個々がキングジコチューそのものであるが、トランプ王国の王とは完全に別人格（プロトジコチュー）である。
液体状の姿をしており、紫色の等身大型から緑色の巨大型までいる。複数体いるが、合体するとさらに巨大になる。
国民より家族を優先させたトランプ王国の王をジコチューと責めるが、直後にプリキュアたちによって否定される。それでもなお、トランプ王国の王の所行を国民が赦すはずがないと反論するが、その国民の1人であるキュアソードに「愛に罪はない。悪いのはそれを利用したあなたたち」と切り捨てられて倒される。

レジーナ
声 - 渡辺久美子
キングジコチューの娘と称するジコチューの少女。金髪のロングヘアーと水色の瞳が特徴。一人称は「あたし」。
頭部には大きな赤いリボンを身につけ、黒と赤が基調のゴシックロリータのドレスを身にまとい、コウモリ柄のタイツを履いている。
おてんばで自分勝手かつワガママな人物として振る舞っており、善悪の区別が乏しく何事にも遊び感覚でいるため、他人の迷惑を考慮せずに行動することが多い。しかし、父親にあたるキングジコチューに対しては通常の少女として振る舞うなど、年相応の少女らしく純粋な一面もある。また、タコが苦手である。
高い戦闘能力をもち、コウモリ型の光線を放つ攻撃をするほか、指を鳴らすことで超能力を駆使することもできる。
その正体は、マリー・アンジュの闇に染まった半分の「プシュケー」（父への愛）から生まれた存在で、誕生した直後にキングジコチューのもとに不時着し、彼に娘として育てられた経緯をもつ。そのため、父にあたるキングジコチューへの愛情はとても深い。また、マリー・アンジュの心の分身であるため、「ロイヤルクリスタル」を異常に欲したり、アイちゃんやキュアエースを見て反応したり、後述の「ミラクルドラゴングレイブ」の力を使ったりすることができる。
第12話から初登場し、組織内では「キングジコチューの娘」という肩書きを利用して権力を振りかざし、「ジコチュートリオ」を強引に自分の指揮下に置いてこき使っている。
プリキュアには比較的に敵意がなく、当初はマナにのみ興味を持っていたが、第17話ではマナ以外の者とも「友達になりたい」という思いを告白し、第20話ではマナと「トランプ王国とキングジコチューの架け橋になろう」と約束したことで、レジーナ本来の悪意が揺らぐようになる。
第21話にて、マナとの愛情が深まったことでキングジコチューと決別するが、続く第22話でキングジコチューの「ジャネジー」を受けたことで本来の悪意をとり戻し、容赦なくプリキュアを瀕死の状態まで追い込む。しかし、続く第23話ではキュアエースの「エースショット」をうけて心身ともに重傷を負い、キングジコチューによって深い眠りにつく。
第38話にて完全復活を果たし、続く第39話ではトランプ王国の城で発見した「ミラクルドラゴングレイブ」を武器として使用するようになり、以前敗れたキュアエースに対しても第41話では圧倒し、その後も互角に渡り合う。以降は、父の敵であるプリキュアたちが「嫌い」と言い続け、特にマナを敵対視する行動をとる。
第46話にて、「エターナルゴールデンクラウン」に触れたことで自身の正体と、父が国を犠牲にしてまでも自身を守ろうとしたことを知る。それによって父への愛が強固となり、キングジコチューに尽くすことを決意する。続く第47話ではマナからの博愛に加え、キングジコチューも救うというマナの意思を感じて「愛」を取り戻し、第48話ではキングジコチューから父を救出させたマナに感謝する。
最終回にて、プリキュアとともにプロトジコチューと戦ったあとはマナたちと共同生活することを決意し、私生活ではプリキュアと共に人助けなどをしている。また、「大貝第一中学校」にも入学するが、校則違反を指摘されても気にしないなどの自由奔放な性格やワガママ振りは相変わらずである。
なお、改心した悪役少女キャラクターでは『ふたりはプリキュア Splash Star』の霧生満と霧生薫に引き続いてプリキュアとしての部類はされず、クロスオーバー映画ではサブキャラクターかつモブキャラクターとして登場している。
また、『高橋晃 東映アニメーション プリキュアワークス』でレジーナ自身の私服が公開されているが、クロスオーバー映画も含めた映像作品には登場していない。
アニメディア2014年2月号の読者が選ぶアニメキャラ大賞で前述のワガママな性格が影響し、「わがままだったで賞」を受賞している。
名前の由来は英語やイタリア語、ラテン語などにおいて女王を意味する「regina」から。
強化形態
第22話以降から第46話までの姿。キングジコチューのジャネジーによって瞳が赤く変化し、衣服の色が紫基調になる。また、髪や肌の色は薄くなっている。
戦闘能力が格段に高くなっており、竜巻や破壊光線を出すことも可能になる。

#### 幹部
昔からプロトジコチューに仕えている存在であり、プロトジコチューが「キングジコチュー」として現代に現れたことで活動を開始する。いずれの者も肌が白く、銀髪と金色の瞳を持ち、耳の後ろから小さい悪魔の羽を生やした姿をしている。なお、幹部たちの名前は「七つの大罪」に由来している。
幹部は全員「ジャネジー」で構成された存在であり、ジャネジーを蓄えれば蓄えれるほど自身を強化することもできるが、自分が蓄えているジャネジーを全て消耗させると自分自身も消滅する身体構成になっている。しかし、たとえ身体が消滅しても世界中にジャネジーが存在する限りは復活することもできる。
下記のほかにも第46話の回想シーンにてシルエットで登場した、傲慢がモチーフの「ゴーマ」と色欲がモチーフの「ルスト」という2人の幹部がいたが、トランプ王国侵攻時にキュアソードの先輩にあたるプリキュアたちと刺し違えていた。この2人については小説版で登場する。

##### ジコチュートリオ
キングジコチューに仕えている3人組の幹部。それぞれが自己中心的な性格であるがゆえにケンカすることが多く、仲間意識や連携力が低い。また、3人ともボウリングが特技である。
いずれも黒い「プシュケー」を飲み込むことで、「ビーストモード」というジコチューと一体化できる変身能力を持つほか、他人への変身能力も持つ。
登場当初では、トランプ王国最後のプリキュアであるキュアソードを追跡して人間界へと侵攻していたが、キュアハート、キュアダイヤモンド、キュアロゼッタといった新しいプリキュアが続々誕生したことで余裕がなくなり、第11話からはビーストモードも使用するようになる。
第13話から第22話では、キングジコチューの娘と称するレジーナの登場により彼女の指揮下に置かれ、レジーナの傲慢な命令にも渋々従うことになる。また、成果を挙げられていないことからレジーナに解雇をほのめかされるなど、立場自体も危うくなる。
第23話から第31話では、度重なる失敗によって新幹部のリーヴァとグーラにプリキュア打倒の任務を奪われたあげく、任務もマリー・アンジュの捜索に降格され、遂にはアジトからも追い出される。
第32話から第38話では、リーヴァとグーラが消滅させたベールが強引にリーダーになる形で現場復帰し、ベールの傘下になったイーラとマーモは「ブラッドリング」を装着して強化する。第34話からは、アイちゃんが泣きだすと「ジャネジー」が強化される現象を把握し、その現象を利用して「マジカルラブリーパッド」で強化したプリキュアたち相手に奮闘するまでに強化する。
第39話から第46話では、レジーナが復帰したことを受け、再び彼女の指揮下に置かれるほか、プリキュアたちも「スーパープリキュア・エンジェルモード」へと強化していたため、プリキュアに挑んでも圧倒されるという状況が続くことになる。
第47話でキングジコチューが復活して人間界への侵攻を開始した際は、キングジコチューの直接の指揮下に入り、プリキュアたちと決戦することになるが、彼女たちの足止めにしかならず、最終話ではプロトジコチューを倒したプリキュアたちに勝てないことを悟り、力を蓄える理由で1万年の眠りにつくことを決意し、消滅や改心をすることもなく退却した。
イーラ
声 - 田中真弓
ジコチュートリオの一員を務めている少年。小柄な体格に水色のショートヘアが特徴。一人称は「ボク」あるいは「オレ」。
紫色のジャンパーと赤色のシャツを着用し、黒色のハーフパンツとショートブーツを履いている。
基本的には陰湿かつ残酷な性格で、よく人間を見下しては嘲笑うが、本人はイタズラ感覚で作戦を行うことが多いため、仲間からは逆にからかわれることも多く、マーモにいたっては自分が実行に移した作戦を酷評されている。また、仲間への対抗意識が強く、マーモの卑怯な面、レジーナのワガママな面、リーヴァとグーラの自分を見下す面、ベールの命令してくる面などには特に反発している。
プリキュアに対して強固な敵対心をもち、邪魔されるたびにボウリングをして鬱憤をはらし、当初はほとんどガーターとなってストレスをためていたが、回数を重ねていく内に上達するようになる。
戦闘面では素早い動きを駆使した戦法を得意とし、投げナイフを使用した攻撃も用いる。
第26話にて、落雷を受けた影響で一時的に記憶喪失になるが、そこに偶然居合わせた六花によって救出されて彼女の世話になった影響で、記憶が回復したあとも悪態をつきつつも六花を想うようになる。
第47話・第48話にて、キングジコチューのところへ向かうキュアダイヤモンドに立ちふさがるが、友だちを想う彼女の説得と行動に反抗できず、結果としてキュアダイヤモンドたちの進行を許す。そして、最終話のプロトジコチュー敗北後は、六花を遠くから見て穏やかな表情をしながら立ち去った。
名前のモチーフは、七つの大罪の「憤怒」のラテン語読み。
マーモ
声 - 田中敦子
ジコチュートリオの一員を務めているグラマラスな美女。薄緑がかかった水色のロングヘアが特徴。口紅をつけている。一人称は「わたし」。
ロシア帽を被り、赤と白が基調の右半分がダウンジャケットで左半分がノースリーブになっている上着を着用し、赤色のロングブーツを履いている。
基本的に余裕のある態度を崩さないが、顔にひとつ吹き出物ができただけでショックを受けたり、レジーナに「オバサン」呼ばわりされると憤慨して冷静さを失う傾向にある。また、目的のためならば手段を選ぶことはなく、仲間をも出し抜こうとするため、イーラからは悪態をつかれている。
私生活ではジュースや菓子を好きなだけ飲食したり、美容に気を遣うなど、自由奔放な日々を送っている。また、「野菜炒め」を得意料理としている。
戦闘の際には足を使った攻撃を駆使しているほか、ムチを武器として使用したり、強風を生みだす攻撃も用いる。
当初はマリー・アンジュの捜索を重視していたが、プリキュアが4人に増えた危機感から、第5話でプリキュアの打倒に乗りだす。
第25話にて、手違いからセバスチャンが開発した人工コミューンで「キューティーマダム」に変身したが、最終的には人工コミューンをプリキュアたちに破壊される。
名前のモチーフは、七つの大罪の「強欲」を司るマモン。
ベール
声 - 山路和弘
ジコチュートリオのリーダー格にあたる男性。ショートロングの白髪にヒゲを蓄えた姿が特徴。一人称は基本的に「オレ」。
黒と緑を基調としたコートに黒と紫を基調とした上着を着用しており、サングラスをかけている。また、時々棒付きキャンディをなめている。
表向きは怠惰な性格であるが、冷静に戦局を見極める戦略家でもある。しかし、想定外の事態には冷静さを失う傾向にある。また、リーヴァに「ちゃん」づけで呼ばれることを嫌ったり、ニンジンが苦手な一面もある。
出世欲の強い野心家で、キングジコチューへの忠誠心はなく、仲間のことは出世のための道具としか考えていないため、プリキュアに加担したレジーナを始末することで組織のNo.2になろうとしたり、戦闘で衰弱したリーヴァとグーラの「ジャネジー」をすべて奪って消滅させたりする。
実はキングジコチューの正体とマリー・アンジュの末路を知っており、レジーナと亜久里の誕生の遠因でもある。
総合的な戦闘能力は高く、最初は4人のプリキュアを圧倒しており、キュアハートの浄化技である「マイ・スイートハート」を受けても耐えている。また、格闘技や電撃攻撃を得意とする。
当初は上層部からの命令を受け、イーラとマーモを視察にきていた。そのため、プリキュアの打倒は2人に任せていたが、キングジコチューの怒りを知り、第7話からプリキュアの打倒に乗りだす。
第32話にて、ジコチューのNo.2になったと宣言し、「ブラッドリング」をイーラとマーモに装着させて強制的に従わせる。第38話では自身がブラッドリングを装着して後述の「スーパーベール」と称する強化形態となってプリキュアたちに挑むが、結果的に敗れたことでブラッドリングが消滅し、レジーナも復活したことで組織のNo.2の座を追われる。
第49話にて、キングジコチューの欠片（プロトジコチュー）を飲みこんでジコチューのNo.1になろうとしたが、逆にプロトジコチューに取りこまれる。最終的にはネズミのような姿に退化して生還し、1万年の眠りで力を蓄えようと目論んでいる。
名前のモチーフは、七つの大罪の「怠惰」を司どるベルフェゴール。
スーパーベール
第38話にて、イーラとマーモの「ブラッドリング」を装備して強化した姿。巨体な筋肉質の体格に変貌し、服が破けている。
戦闘能力は格段に上がり、プリキュアたちの「プリキュア・ロイヤルストレートアタック」に数秒間耐えることもできる。

##### 新幹部
第23話から登場したジコチューの幹部の2人組。失敗続きのジコチュートリオに替わり、キングジコチューからプリキュアの打倒を任される。
人間界の担当になる以前は3つの世界を滅ぼした功績があるため、2人ともジコチュートリオを見下す節がある。また、抜群のコンビネーションを発揮するが、後述の「合体ジコチュー」を使い始めてからは去り際に口論することも多くなる。
2人同時に生みだす「合体ジコチュー」は、後述にあるように強力である。また、リーヴァとグーラが直接合体して怪物になることも可能である。
第31話にて度重なる失敗の名誉回復のため、決死の覚悟で最後の作戦を決行し、秘策の「ジコチュー植物」を使用して大貝町の人々数十万人を眠らせて、一斉にジコチュー化しようと目論む。プリキュアたちとの決戦では合体して最終形態へと変貌し、プリキュアたちを圧倒して「水晶の鏡」を破壊する。しかし、プリキュアたちの強化した必殺技である「プリキュア・ラブリーストレートフラッシュ」をうけて敗北。間一髪生き延びて逃げ帰るが、隙をついたベールにすべてのジャネジーを吸い取られ、2人とも消滅した。
リーヴァ
声 - 飛田展男
ジコチューの幹部を務めている細身のオカマ。薄い紫色の髪に濃い青ヒゲと口紅が特徴。一人称は「わたし」で、オネエ言葉で話す。
シルクハットをかぶったマジシャンのような容姿をしており、黄緑色の上着と赤色のシャツを着用している。
一見すると紳士的かつ礼儀正しく振る舞っているが、その本性は非常に慇懃無礼であり、ジコチュートリオを「まぬけトリオ」呼ばわりし、彼らを邪魔者扱いするなど、横暴な一面をもつ。また、キュアエースの美貌に嫉妬する傾向にある。
洞察力が高く、知略を活かした作戦を練るが、失敗すると相方のグーラに八つ当たりすることもある。しかし、グーラのワイルドな所は気に入っている。また、シルクハットのつばに仕込んだカッターで対象を切り裂く戦法を得意としている。
キュアエースの強さを危険視していたが、第27話で彼女の「変身時間が5分間」という弱点を知って以降はこれを意識した戦い方をし、キュアエースを度々追い詰めている。逆にキュアエース以外のプリキュアのことは軽視している。
ベールへの対抗意識は非常に強く、常に彼をだし抜こうと考えていただけに、そのベールの不意打ちによって消滅させられる際には怒りを見せ、彼の名前を絶叫していた。
名前のモチーフは、七つの大罪の「嫉妬」を司るリヴァイアサン。
グーラ
声 - 天田益男
ジコチューの幹部を務めている肥満体格の巨漢。とがった髪型とサメのような鋭い歯が特徴。一人称は「オレ」。
緑色の半そで型をした上着に紫色のシャツを着用し、腰部には銀色の大きいベルトをつけている。また、手首と足首には突起がついたブレスレットをつけている。
凶暴かつ好戦的な性格で、口調も荒々しいが、機知に富んだ発言をしたり、リーヴァに褒められると照れる一面もある。
食べることが生きがいと豪語するほどの食欲旺盛であり、食べ物に限らず何でも飲食し、食べものの匂いにも敏感である。好物はかき氷。第27話では、プリキュアをあと１歩まで追い詰めながら、食べ物の匂いにつられて戦闘を放棄してしまうほどである。
戦闘能力が非常に高く、外見に反して素早い戦闘を行う。太い腕から繰り出すパンチやラリアットが得意技で、「プリキュア・ロゼッタリフレクション」を噛み砕くほどの鋭い歯を使った攻撃や、口から放つ強力な破壊光線なども駆使する。また、プリキュアの技を食べることが可能で、口をあけて技を食べていれば技のダメージや浄化の効果は受けない。リーヴァと合体すると、プリキュアの技を自分のパワーに転換することができる。
名前のモチーフは、七つの大罪の「暴食」のラテン語読み。
最終形態
声 - 飛田展男(リーヴァ)、天田益男(グーラ)
第31話にて、リーヴァとグーラが「本気」と称して合体した姿。リーヴァとグーラ二つの人格をもつ。
緑と紫と黒を基調とした怪物へと変貌し、頭部はリーヴァの顔、胴体はグーラの顔で構成され、太い2本の腕のほか、背中には4本の悪魔の翼を生やしている。
戦闘能力が格段に高くなり、プリキュアのほとんどの技が通用しなくなるほか、プリキュアの技を取りこんで強化することもできる。また、両手から紫色のエネルギーを放出して攻撃することもできる。

#### 怪物
ジコチュー
声 - 岩崎征実
ジコチューの幹部が使役する怪物。黒く染まった「プシュケー」を人間から抜き取り、幹部の「暴れろ！ おまえのこころの闇をとき放て！」というかけ声とともに誕生する。
基本的に「ジコチュ〜！」という鳴き声を発するが、言葉を話すことも可能で、元となった人間の負の感情を吐露しつつ、それに基づいた行動をとる。その際、プシュケーを抜き取られた人間は意識を失い、肌の色が薄黒くなるほか、胸にハート型の黒い穴があいている。
対象の欲望に関連する生物や物体、それらを組み合わせたものなど、様々な風貌をもつ者が多い。従来のシリーズに登場する怪物と異なり、誕生の過程で無機物や生物など、とりつく媒体を必要としない。
召喚主の命令を無視して負の感情に固執することもあり、結果として生みだした幹部が攻撃に巻き込まれることもある。また、強さは人間の欲望に左右され、欲望が小さいと行動パターンが単純かつ弱いジコチューしか生まれない。
プリキュアによって浄化されると「ラブ、ラブ、ラ〜ブ！」と叫んで消滅し、元に戻ったプシュケーはすぐに持ち主の体内へと戻る。
誕生して暴れている間は「ジャネジー」という邪悪なエネルギーを発生している。
アイちゃんが洗脳された時にはそのジャネジーでイーラ達をパワーアップさせた。最終話でプロトジコチューの攻撃を喰らったハートはプシュケーを真っ黒に汚されかけたが、自分の愛で自然治癒し助かっている。
ジコチュートリオのジコチュー
第1話から第10話、第20話に登場。イーラ、マーモ、ベールが生みだす通常のジコチュー。
プリキュアたちの初期の技である「マイ・スイートハート」などで浄化される程度の強さをもつ。
ビーストモード
ジコチュートリオがジコチューと一体化した姿。第11話から第14話まで登場。
プシュケーに闇を加えて圧縮し、ジコチュートリオの「おまえの闇をわれにささげよ！」のかけ声とともに、プシュケーを飲むことで誕生する。
プリキュアの浄化技である「プリキュア・ハートシュート」などでしか浄化ができなくなるほど戦闘能力が向上するが、外見はいいものとは限らず、プリキュアのみならずジコチュー幹部も戸惑うことがある。また、プシュケーの持ち主が、同化したジコチュー幹部の意に反する行動を取ることもある。
ジコチューが浄化された際に、飲みこんだ幹部自身が消滅することはないが、ダメージは受ける。
ブラッドリングのジコチュー
第32話から第37話まで登場。イーラとマーモが「ブラッドリング」を装着した状態で生みだす強化版のジコチュー。目が赤く染まり、プシュケーのデザインも変更されている。
スピードが5倍、パワーは10倍、態度は100倍になる。大半の個体はプリキュアの「マジカルラブリーパッド」による浄化技でしか通用しないほどの強さをほこるが、「プリキュア・ラブリーストレートフラッシュ」を受けると浄化される。
レジーナのジコチュー
第15話から第18話、第40話から第44話まで登場。
生みだすときは専用のバンクシーンが入り、レジーナが飛び跳ねながら踊ったあとに「あなたをステキなジコチューにしてあげる！」と言いながら指先からジャネジーを発射、プシュケーを闇に染める。
自己中心的な欲望を抱いていない人間からでも生みだすことができる。また、プリキュアを石化させたり浄化技である「プリキュア・ラブリーフォースアロー」しか効かないほどの強さをもつ。なお、第40話から登場する個体はいずれも強化されている。
リーヴァとグーラのジコチュー
第23話から第26話まで登場。リーヴァとグーラが生みだす通常のジコチュー。
ジコチュートリオの「ビーストモード」と同等の強さをもつ。
合体ジコチュー（がったいジコチュー）
第27話から第29話まで登場。リーヴァとグーラがふたり同時に生みだす強力なジコチュー。
リーヴァの「あなたの望み、」、グーラの「倍にしてかなえてやる！」のかけ声で人間からプシュケーを抜きだし、ふたりで手をつないで顔を合わせながら2人分のジャネジーを注入して誕生させる。
サイズが2倍、力は5倍、ジコチュー度は10倍になる。キュアエースの「エースショット」も効かなくなり、長期戦に持ち込んでエースを変身解除寸前まで追い詰めるが「プリキュア5つの誓い」でパワーアップしたプリキュアたちの技を受けると浄化される。

トランプ王国内のジコチュー（トランプおうこくないのジコチュー）
すでに滅び去ったトランプ王国内で暴れているジコチューたち。触手で攻撃するイカ型、パワー攻撃が得意なゴリラ型、翼爆弾が武器のハゲタカ型で構成され、ほかにもカエル型やヒツジ型やクモ型もいる。
その正体はトランプ王国の国民たちで、ジコチューの襲撃によって混乱した者の「プシュケー」が闇に染まり、ジコチューとなった経緯をもつ。
第47話より、キングジコチューらとともに人間界にも現れる。

### 1万年前の関係者
「三種の神器」を持った3人のプリキュアの名前の由来はタロットカードからきている。
キュアエンプレス
声 - 飯塚雅弓
第30話でメランによって存在が語られた、1万年前の地球で活躍したプリキュアの1人。現代ではすでに故人。
桃色の瞳と緑色の髪が特徴。コスチュームは白地に桃色の装飾という組み合わせ。変身前の姿や本名については言及されていない。
「水晶の鏡（マジカルラブリーパッド）」を武器としていた。
1万年前に、宇宙を支配していたプロトジコチューと戦った。どんなに絶望的な状況でも決して諦めず、何度でも立ち上がる性格であった。また最終決戦に登場したプロトジコチューよりも遥かに強大な力を持つ、1万年前のプロトジコチューにも勝利するなど、高い戦闘能力も併せ持っていた。
名前の由来はタロットカードの『女帝』。
キュアマジシャン
「光の槍（ミラクルドラゴングレイブ）」を使役する、赤色のプリキュア。
作中ではシルエットのみ登場で、その詳細については言及されていない。
名前の由来はタロットカードの『魔術師』。
キュアプリーステス
「黄金の冠（エターナルゴールデンクラウン）」を扱う、水色のプリキュア。
作中での扱いはキュアマジシャンと同様。
名前の由来はタロットカードの『女教皇』。
メラン
声 - 松岡洋子
第30話のゲスト。1万年前の地球で、キュアエンプレスのパートナーをしていた妖精。
「三種の神器」の1つである「水晶の鏡」を、孤島の洞窟で守り続けていた。
普段は亀の甲を背負った老婆のような姿をしているが、変身するとドラゴンのような姿になり、戦闘力もプリキュアたちを圧倒するほど強力になる。「プリキュア・ラブリーフォースアロー」と「エースショット」の同時攻撃でも破れないバリアを展開することも可能。
気難しい性格で、当初はまだ未熟であったマナたちを信頼していなかったが、プリキュアたちとの戦いを通じてキュアハートにキュアエンプレスの面影を感じたことで、次第に彼女たちを認め、結果として水晶の鏡を託した。
マナに協力を頼まれるが、「新しい時代は、おまえたちで切り開いてこそ価値がある」と語り、現代のプリキュアたちとの同行は断った。
1話限りの登場であるものの、のちの『映画 プリキュアオールスターズ 春のカーニバル♪』では台詞無しのモブキャラクターとして登場している。

### 大貝町の人々

#### 相田家
単独映画ではマナの母方の祖母である坂東いすずと飼い犬のマシュマロがいたが、いずれも物語の始まる4年前に亡くなっている。
相田 健太郎（あいだ けんたろう）
声 - 金光宣明
マナの父親。マナの髪色は父譲り。
「ぶたのしっぽ亭」のコックで、客を笑顔にするような料理を作る。
自慢料理はオムライスで、宗吉とは料理のことでよく口論になる。また、感動泣きもよくする。
作るのは洋食のみならず、第27話では茉里が野点で使う和菓子をこしらえている。
相田 あゆみ（あいだ あゆみ）
声 - 上田晴美
マナの母親。娘のことをいつも優しく見守っており、夫の健太郎と父の宗吉をいつも簡単に諌める。
茉里に茶道を教わっている。
坂東 宗吉（ばんどう そうきち）
声 - 石住昭彦
マナの母方の祖父で、故・いすずの夫。料理に対してはとても厳しく、それが理由で健太郎とはしばしば口論することも多い。
第6話で料理ができなかった真琴にダメ出しをしたが、本当は優しい性格であり、マナたちの手伝いもあって上達した真琴の料理の味を最終的に認めた。
第2話のエンディングクレジットでは「相田 宗吉」と表記されている。

#### 菱川家
菱川 悠蔵（ひしかわ ゆうぞう）
声 - 前田剛
六花の父親。プロの写真家で自宅をあけることが多い。
六花を溺愛しており、その性格は彼女が第3話で「手紙を返さないとすねる」と言われるほど。
六花にも写真家を目指してほしいと誘うが、彼女から「ママみたいなお医者さんになる！」と言われ落胆する。しかし、めげずに第14話の終盤で帰国した際もう一度誘う。
骨董品に目がなく、目ぼしい物を見つけては六花に送っている。しかし、彼女からは「写真家なんだから、現地の写真送ればいいのに」とつっこまれている。
菱川 亮子（ひしかわ りょうこ）
声 - 湯屋敦子
六花の母親。眼鏡をかけている。六花の髪色は母譲り。
小児科で女医を勤めている。
医師という多忙な仕事ではあるが、第10話で六花に「医師として働いて、家に帰ってくればかわいい娘と一緒に食事しながら話ができるのだもの。幸せよ」と喜びを噛みしめながら語っている。

#### 四葉財閥
四葉 星児（よつば せいじ）
声 - 中村秀利
ありすの父親で、四葉財閥総帥。家族以外の人物を「くん」付けで呼ぶなど、やや余裕ある性格。現在は海外に住んでいる。
第33話において一時帰国。その後、すぐにスイスへ出発しようとするが、パイロットがマーモにプシュケーを奪われ、乗っていたヘリコプターが操縦不能に陥る。墜落寸前にキュアロゼッタに救出され、事件解決後はありすにロゼッタへの伝言を伝え、スイスへと出発した。
ありすがキュアロゼッタであることを見抜いている。
第48話では、大声を出してプリキュアを応援する。
四葉 祥子（よつば しょうこ）
ありすの母親。第33話ではオペラ歌手として世界中を飛び回っていることが星児の口から明らかにされた。
第47話より登場したが、劇中でありすと直接対面した描写はなかった。
四葉 一郎（よつば いちろう）
声 - 麦人
ありすの祖父。第4話に登場。
幼少時、いじめっ子兄弟とその兄を我を忘れて叩きのめしたことに悩むありすに「力は己の愛する者を守るためのもの。それを忘れなければ2度と力に飲まれることはない」と教え、恐れずに己を磨き心を高めるように励ました。すでに故人であるとされる。
四葉 ヒロミチ（よつば ヒロミチ）
四葉家の長子でありすの兄。20歳。マナたちからは「ミチさん」と呼ばれている。普段は「渋谷 ヒロミ（しぶや ヒロミ）」の芸名でスポーツ冒険家として活動している。
元々はアニメ本編に登場する予定で設定されていたが、諸般の事情で登場できなくなった。その後小説版の出版にあたり改めて登場している。

#### 円家
円 茉里（まどか まり）
声 - 唐沢潤
亜久里の養母。茶道の家元。優しい性格であるが、悪事を働く者に立ち向かうという勇気をもっている。
第27話では、茶席を荒らそうとしたグーラに注意するが、逆に食べられそうになったところをキュアハートたちに救われる。
亜久里と出会った経緯から亜久里がキュアエースであることは最初から知っており、亜久里とは血の繋がりこそないものの祖母と孫同然の絆で結ばれている。
他の家族の存在などは触れられていない。

#### 大貝第一中学校
マナたちが通う木造校舎の中学校。最終回（第49話）でレジーナも編入する。
制服は男子が薄いグレーの詰襟、女子が紫色のセーラー服風の襟を持つジャンパースカートに黄色のリボンをつけ、紫色のハイソックスを履いている。夏服は男子が半袖のジャケットに水色のスラックス、女子が薄紫色のジャンパースカート（リボンは同じ）に白のハイソックスを履いている。靴は黒のローファー。学生鞄は藍色のショルダーバッグ。
第29話で大貝第二中学校（鉄筋校舎）が登場。

##### 教師
城戸（きど）
声 - 前田一世
大貝第一中学校の男性教師で、マナたちの担任。豪快奔放な人物であるが、生徒思いの一面もある。
名前と容姿のモデルは、映画『太陽を盗んだ男』の登場人物である城戸誠（演：沢田研二）。

##### 生徒
二階堂（にかいどう）
声 - 佐藤拓也
大貝第一中学校の2年生で、やさぐれている男子生徒。マナと六花とは小学校からの付き合いであり、マナに密かに想いを寄せている。
第1話では東京クローバータワーを見学中に他校の男子生徒たちとケンカしたり、行列の割り込みを考えたりしたこともあった。第12話でも同級生とケンカしており、いずれもマナに制止されていた。
第32話では学園祭中に男子生徒がふざけて崩したキャンプファイヤー用の櫓を真っ先に組み立て直し、後にジコチューに襲撃されそうになったところをハートたちに救われ、ジコチューに翻弄されるハートたちを心配していた。
第48話では、ハートとマナの姿を思い重ね、真っ先にプリキュアを応援した。
テレビシリーズでプシュケーを抜かれる描写はなかった。『プリキュア まんがえほん』ではお化け屋敷に百田やマナたちと一緒に入った際、マナが全く怖がらないことで退屈していたところ、リーヴァにプシュケーを抜かれてしまったが、キュアハートたちと『Yes!プリキュア5 / Yes!プリキュア5GoGo!』のキュアドリーム（夢原のぞみ）、キュアミント（秋元こまち）、キュアアクア（水無月かれん）に救われる。
百田（ももた）
声 - 桜井翼
大貝第一中学校の2年生の男子生徒。二階堂の取り巻きで、二階堂には常に敬語で話す。マナと六花とは小学校からの付き合い。一人称は「おいら」。二階堂を「アニキ」と呼ぶ。
第32話では、倒壊したキャンプファイヤー用の櫓を二階堂たちと組み立て直した。後にジコチューに襲撃されるが、キュアハートたちに救われ、「強い」と評しながらも驚いていた。
『プリキュア まんがえほん』では、お化け屋敷で二階堂の心から誕生したジコチューに驚いて気絶し、二階堂と同時に意識を取り戻した。
八嶋（やしま）
声 - 一木千洋
大貝第一中学校の2年生で、マナたちのクラスメート。三つ編みお下げで黄色いカチューシャを付けた女子生徒。おっとりとした性格。マナと六花とは小学校からのつき合い。
第1話でバス酔いしていたところをマナに介抱された。第9話ではアイちゃんのイタズラで図書室で本が舞っているのを目撃し、笑っているシャルルたちと遭遇した。
第32話では疲労で倒れたマナの代わりに十条たちと学園祭を仕切っていた。そのあと、ジコチューに翻弄されるキュアハートたちを心配していた。
第36話では人間に変身したラケルに想いを寄せられ、大好きであった公園の池が「おまるジコチュー」によって汚されていく光景を目のあたりにして心を痛めるが、同時にジコチューに立ち向かうキュアハートたちを目撃する。その後、ボーイフレンドである原田をラケルに紹介し、ラケルは失恋に終わる。
第47話では学校で飼われていたウサギたちを避難させようとしていた。
十条 博士（じゅうじょう ひろし）
声 - 白川周作
大貝第一中学校の2年生で、生徒会副会長。眼鏡をかけている男子生徒。敬語で話す。
第9話では、生徒会室の掃除道具が宙に浮かびあがる光景（実はロッカーに隠れたシャルル達）に遭遇した。
第10話では転校してきた真琴と席が隣同士なのを、二階堂たちに自慢していた。
第14話の中間テストでは、六花が百人一首に夢中になって成績を落としたため、彼が学年トップになっていた。
第29話ではマナと人間に変身したシャルルを「まるで姉妹みたい」と指摘し、マナの代役で多数の仕事を引き受けたシャルルがミス一つなく仕事をやり遂げたのを驚いていた。
第32話では疲労で倒れたマナの代わりに六花と学園祭を仕切っていたが、トラブルの連続で頭を抱えていたところを「人に頼るまえに自分でなんとかしなさいよ」と亜久里に諭され、のちに倒壊したキャンプファイヤー用の櫓を二階堂たちと組み立て直した。そのあとにジコチューと戦うキュアハートたちを応援し、解決後は六花とフォークダンスを踊っていた。
三村（みむら）
声 - 大林洋平
大貝第一中学の2年生で、マナたちのクラスメート。
第1話では、東京クローバータワーを見学中に財布を落として落ち込んでいたり、第12話では、購買の焼きそばパンが売り切れるかもしれないと心配していたこともあったが、いずれもマナに救われている。
第12話では、購買の行列に押されて弾き飛ばされた純に「大丈夫か」と声をかけていた。
六花を「菱川さん」と呼んでいる。
京田（きょうだ）
声 - 藤村歩
大貝第一中学校の1年生で、ソフトボール部に所属している。部内では「将来のエース候補」と称されている。
ベールの策謀により、試合出場を果たせなかったマナの代わりに自薦して先発。1点リード最終回に2死満塁フルカウントのピンチを迎えるが、空振り三振を奪い7回3失点完投勝利を果たした。
第32話では倒壊した学園祭のキャンプファイヤー用の櫓を組み立て直す手助けをして、のちにジコチューに襲撃されそうになったところをキュアハートたちに救われる。
第47話では、千葉や郷田たちと避難していた。
千葉（ちば）
声 - 森谷里美
第11話のゲスト。大貝第一中学校の3年生であり、ソフトボール部のキャプテン。
腕を負傷したため、マナに助っ人を頼みに来ていた。しかし、ベールの脅迫により試合に参加出来なかったマナに困っていたが京田たちの説得によりマナたちを代わりに起用し、試合に勝利した。
第47話では、京田や郷田たちと避難していた。
早乙女 純（さおとめ じゅん）
声 - 鈴木千尋
第12話のゲスト。大貝第一中学校の1年生で、背が低い男子生徒。趣味は園芸。
マナに助けられたことがきっかけで、マナの弟子になりたいと志願して来た。マナのようになりたいと強く思っているところ、イーラにプシュケーを抜かれる。しかし、ビーストモードにされている最中にソードたちの説得を聞いて自分が思い違いをしていることを悟った。そのあと、自分の得意な花の手入れをしてマナたちに褒められた。
第31・32話にもセリフはないが、1カットのみ登場している。
第47話ではキングジコチューから避難しようとして負傷した子供を助けようとしていた。
最終回ではマナの後任として生徒会長になった。また、同話でレジーナにリボンが校則違反だと指摘している。

#### その他
美智子（みちこ）
声 - 森谷里美
第1話のゲスト。東京クローバータワーを見学中、母親（声 - 慶長佑香）とはぐれた少女。マナと出会い、母親と再会した。のちに展望台で母親と共にジコチューに襲われるが、マナに救われた。
第47話で再登場し、母親と共に角野秋に助けられた。最終回では、大貝町に落下する人工衛星を食い止めようと出撃するプリキュアたちを見上げている。
森 ハルナ（もり ハルナ）
声 - 寺崎裕香（ノンクレジット）
第5話のゲスト。真琴と同じ芸能事務所「ヨツバミュージック」に所属するアイドル歌手。分厚い唇が特徴。
真琴とともに歌番組に出演するが、歌も踊りも真琴には敵わないことを自覚しており、ディレクターやカメラマンが自分の歌よりも真琴の歌に聞き惚れていたことに嫉妬。その心をマーモに突かれ、プシュケーを抜かれた。
第40話では真琴に対してぶっきらぼうながらも気遣う言葉をかけ、真琴が新曲を発表するきっかけを作った。自身のファンレターはすべて返信している。
第47話では、環とともに避難する人々を誘導している。
郷田（ごうだ）
声 - 松本忍
第10話のゲスト。真琴の応援団の団長。真琴のプライベートを弁えており、取材しようとした記者たちを六花とともに追い返した。しかし、自分だけでも真琴と仲良くしたいと考えたため、マーモにプシュケーを抜かれる。
第47話で再登場し、京田たちとともにかるたクイーンを救出する。
五星 麗奈（いつつぼし れいな）
声 - 氷青
第13話のゲスト。五星財閥の令嬢で、「五星ローズガーデン」のオーナー。ありすの昔馴染みであるが、ありすを一方的にライバル視している。常に3人の取り巻きを従えている。
マナたちを「サル」呼ばわりし、自身が主催する「ローズレディコンテスト」において数々の嫌がらせを行う。しかし、それにも屈しなかったありすとのテニス勝負で敗北した際に自分の取り巻きたちに悪態をつき、友達のいない劣等感から「友達なんて、いなくなればいい」と言ったため、マーモにプシュケーを抜かれる。結局、この時点ではありすやマナたちと和解するどころか改心すらしなかった。
第41話で取り巻きの3人とともに再登場する。当初は前回の登場通り嫌味にふる舞っていたが、ジコチューに花を枯らされて泣いていたところを、ありすに助けられる。これがきっかけで「ありすと友だちになりたかった」という自分の本音をあかし、すでにありすが自分を友だちだと思ってくれていたことに涙を流す。
最終的にありすがキュアロゼッタであることを知り、ありすをサポートした。また、その際には成層圏まで進出できる双発機を駆使して助太刀した。
第47話では自家用ヘリで病院から避難できる患者を避難させようと協力した。最終回では、ありすの自家用車に乗り、二人仲良く話をしながら通学している。
かるたクイーン
声 - 鈴木真仁
第14話のゲスト。競技かるたの日本一となった女流名人。
結婚願望が強い名人であるが、高い理想を求めたが故に自己中心的な考えをしたところをイーラにプシュケーを抜かれる。その後は六花と対戦。この一戦のあと、自身がお気に入りの百人一首の札を六花にプレゼントして練習するように言って去っていく。
第47話で再登場し、郷田たちに助けだされていた。
おおとり 環（おおとり たまき）
声 - 山像かおり
第15話のゲスト。真琴と映画で共演した女優。巷では「映画界の若きクイーン」と言われている。
仕事に関しては非常に厳しく、アンジュ王女の件で仕事を疎かにする真琴を「やる気がないなら帰って」と叱っていたが、真琴の演技には一目置いていた。撮影中に突如としてレジーナに無理矢理プシュケーを奪われる。そのあとは、一生の思い出として真琴と映画の台本を交換する。
第47話で再登場し、ハルナとともに避難する人々を誘導している。
人見（ひとみ）
声 - 原康義
第17話のゲスト。彫刻家。
自身が制作した彫刻を壊したマナたち（実際にはレジーナ）を注意していた美術館の館長（声 - 高橋英則）を宥め、マナたちを許した。本人によるとこの彫刻を自分の作品ではないような気がしており、ものすごいイマジネーションを掻き立てられ、まるで誰かに操られたかのように制作したという。
そのあと、破片の整理をしていたマナたちを見に来た際に、レジーナの赤い瞳を横顔から見るなり「創作意欲が湧いてきた」と喜ぶが、直後にプシュケーを奪われる。
森本 エル（もりもと エル）
声 ‐ 森谷里美
第28話で初登場。亜久里のクラスメートの女子児童。
自分の癖毛を男子児童にからかわれていたところを亜久里に助けられて以来、亜久里に親愛感を感じるようになる。後にマナの提案で亜久里と一緒に夏祭りに行ったことがきっかけで親友となる。
第31話ではセリフはないが1カットのみ登場している。また、第43話でもセリフはないが母親とともに登場しており、ほかの友人と笑いながら会話していた。また、亜久里の隣の席であることも判明している。
第45話では亜久里から「大切な友だち」と似顔絵をプレゼントされるが、「いつもの亜久里とようすが違う」と思い、マナたちを訪ねた。
第47話では茉里とともに避難を開始し、第48話ではプリキュアたちを応援した。
原田（はらだ）
声 - 金本涼輔
第36話のゲスト。八嶋のボーイフレンドで、彼女とはボランティア活動で知り合った。
角野 秋（かどの あき）
声 - 菊本平
第37話のゲスト。「ぶたのしっぽ亭」で仕入れているニンジン農家のオーナーで、熱い性格。宗吉は「なかなか面白い男」と評している。
ニンジンをこよなく愛しており、それぞれ「ジョセフィーヌ」「マリアンナ」「エカテリーナ」「レイチェル」という名を付けている。
ニンジンを一本手にジコチューに立ち向かうが、恐怖のあまり立ったまま気絶した。そのあと、ニンジン嫌いを克服した亜久里に涙を流しながら喜ぶ。
第47話で再登場し、美智子とその母とともに避難を開始する。

## プリキュアの設定
本作品におけるプリキュアは、「トランプ王国に伝わる伝説の戦士」と位置付けられている。トランプ王国では代々プリキュアが選出され、王国の守護に当たってきた。
初期メンバーの4人は変身用の「キュアラビーズ」を妖精たちが変身した「ラブリーコミューン」にはめ込み、「プリキュア、ラブリンク！」の掛け声の後、ラブリーコミューンの画面に指で「L・O・V・E」と描くことで、身体中が無数のキラキラに覆われて変身する。浄化の力を使う際には、攻撃用のキュアラビーズをラブリーコミューンにはめこみ、画面にハートを描くことで発動させる。
エースは「プリキュア・ドレスアップ！」の掛け声でアイちゃんのアップリケのハートマークから生み出された「ラブアイズパレット」の台座に変身用のキュアラビーズをはめ込み、本体に付属された「チップペン」で本体下部にはめ込まれた5つの「ロイヤルクリスタル」をタッチし、瞼にピンク色のアイシャドーを塗ることでミラーのハート形の光が目に映ったあと烈炎で全身を包みこまれて変身する。
初期メンバーが揃った第7話から全員で「響け！ 愛の鼓動！ ドキドキ！プリキュア」と名乗るようになる。ただしエース登場後も暫くは初期メンバーだけで名乗っており、第31話で初めて5人で名乗った。
上記の名乗り時の立ち位置は、向かって左から初期メンバーが揃った第7話からロゼッタ・ソード・ハート・ダイヤモンドとなり、エース加入後の第31話からはハートを中心に、左前がソード、同後ろがロゼッタ、右前がダイヤモンド、同後ろがエースとなる（前の2人は立てひざ）。
変身すると身体能力が増強され、ハートが「（身体が）軽くなる」と感想を抱くほど、身軽に動けるようになる。また必殺技を放つことでジャネジーを除去、浄化することができる。また、氷点下の環境での耐性も備えている。
変身後は互いのプリキュア名をフルネームで呼び合うことが多く、従来作品のように「キュア」を省略する事は少ない。
プリキュアの戦闘中に起こった外的被害は、戦闘終了後に空から差し込んでくる光と共に元の通りに復元され、戦闘の痕跡は一切残らない。一方で戦闘自体は第三者にははっきりと目撃されており、映像などの記録にも残っている。後述の通りプリキュアの正体を明かすことは禁じられているため、これらの記録はありすが四葉財閥の力を使い、データ消去などの裏工作により対処しているが、やむを得ない事情がある場合には自ら正体を明かすこともある。
プリキュアはジコチューに対抗できる唯一の存在とされ、絶えず狙われている。またプリキュアの正体を他人に明かせば、無関係の人間まで戦いに巻き込むことになるため、正体を他人に明かすことは妖精達から禁じられている。そのため、シャルル達は元々3人のうちの誰かがプリキュアを生み出してからは新たにプリキュアを増やすつもりはなかったが、ジョー岡田は前述のようにトランプ王国を救う手段としてプリキュアを増やそうと暗躍していた。
物語終盤の第48話ではハートが自ら「相田マナよ！」と身元を大声で名乗り、それがテレビ中継の音声で拾われたため、それまでプリキュアの正体を知らなかった家族やその他の一般人にも正体が知られることとなった。その後第49話（最終回）にて、世界の危機を救ったとして初めて国家にその存在を認可され、有事の際には解決のため出撃できるようになっている（以降のクロスオーバー作品でも同様の扱い）。
テレビシリーズと初期設定ではデザインが大幅に異なっており、設定資料集にも両方のデザイン画が収録されている。

### キュアハート
相田マナが変身する2人目のプリキュア。イメージカラーはピンクで、変身時の名乗りは「みなぎる愛！ キュアハート！」。
ポーズをとった後に敵と対峙した時は手でハートの形を作って「愛を無くした悲しい◯◯（ジコチューの容姿）さん、このキュアハートがあなたのドキドキ取り戻してみせる！」という口上を述べる。
第1話でソードがジコチューとの戦いに苦戦していたのを目の当たりにする。しかし助けるにもどうすればいいかやきもきしていたとき、シャルルの呼びかけで変身するきっかけを得てプリキュアに変身しソードに加勢する。
髪色はマゼンタ色から黄色（金色）と著しく変化する。髪型は付け根の一部をハート型に結んだハーフアップポニーで、後ろ髪は渦巻状にカールしている。コスチュームはピンクを基調とし、髪飾りや耳飾りがハート形になっている。ブーツは膝の高さまであり、アームカバーの丈も長く、右腰にリボンがついている。また、左胸に白いハートのワッペンが下についたピンク色のハートの飾りをつけており、袖口が羽を模した形になっている。
必殺技
マイ・スイートハート
「あなたに届け！ マイ・スイートハート！」という掛け声とともに、胸についているハートのアクセサリーからハートの光線を放射して敵にぶつける。主に敵を浄化する際に使用。
プリキュア・ハートシュート
ラブハートアローの弓を大きく展開させ、台尻部分の引き金を引き絞り前方にハート形のエネルギー体を生成し、その後左目をウインクしてから弓を放つ。生成されたハートに対して弓から放たれたエネルギー流が撃ち込まれることで、巨大なハート型光弾となって敵を包み込み浄化する。
第17話では、ジョーのアドバイスでジコチューによって彫刻にされた3人を元に戻した。
ハートダイナマイト
大量のハート形のエネルギー弾を敵の周囲に創り出し、ハートがマジカルラブリーパッドの画面に手をかざして「集合！」の掛け声でエネルギー弾が敵の頭上に集結し、巨大なハート形のエネルギー体を形成する。「ハートダイナマイト！」の掛け声と共に両腕を左右に開くことでエネルギー体が落下し、敵を閉じ込める。
第48話では、ジコチューがそれぞれハート形のエネルギー弾の中に閉じ込められ「集合！」の掛け声で全て巨大なハート形のエネルギー体の中に集結し、「ハートダイナマイト！」の掛け声と共に両腕を左右に開くことでエネルギー体が爆破され、大量のジコチューを浄化する。

### キュアダイヤモンド
菱川六花が変身する3人目のプリキュア。イメージカラーはブルーで、変身時の名乗りは「英知の光！ キュアダイヤモンド！」。
敵と対峙した時は、手でダイヤの形を作って「このキュアダイヤモンドがあなたの頭を冷やしてあげる！」と口上を述べる。
第2話でジコチューを倒すべくマナがハートに変身したのを目の当たりにして驚愕し、続く第3話で彼女から「六花もプリキュアになって！」と誘われたが躊躇っていた。しかしハートのピンチを目撃し「わたしマナを助けたい！」という思いから覚醒した。氷を操るプリキュアで、冷静沈着な面が見られる。
髪は暗い青色のロングヘアーが伸び、頭頂部で髪飾りに結われ淡い青紫色になる。コスチュームは青と水色を基調とし、髪飾りや耳飾りがダイヤ形になっている。腕輪にハイカットブーツ、右の袖だけ金色のバンドで留められパフスリーブになっており、右胸の下あたりにリボンがついている。また初期4人の中で唯一ネックバンドの形状が異なり、コスチュームの裾が若干長くなっている。また、左胸に白いダイヤのワッペンが下についた青色のハートの飾りをつけており、袖口は右がパフスリーブ、左が羽を模した形になっており、メンバーで唯一アシンメトリーになっている。
必殺技
トゥインクルダイヤモンド
「煌めきなさい！ トゥインクルダイヤモンド！」という掛け声とともに、右手の人差し指から無数のダイヤ形の氷を飛ばして敵にぶつける。結晶で敵を凍結させ動きを封じることも可能。
プリキュア・ダイヤモンドシャワー
ラブハートアローを頭上に掲げ、先端部を右手で打ち鳴らす事で猛烈な吹雪を放ち、敵を一瞬にして凍結させる。
ダイヤモンドスワークル
ダイヤ形の投げキッスでマジカルラブリーパッドに触れた後、敵の足下から円状の水流を出現させ、マジカルラブリーパッドの画面の上で渦を描くように手を回すことで、水を高速回転させ激しい渦巻を起こし、敵を巻き込む。第48話では平面の渦巻き水流を作り出し、大量のジコチューの前進を阻んだ。
プリキュア・ダイヤモンドブリザード
第48話に登場した「プリキュア・ダイヤモンドシャワー」の強化版。ラブハートアローを頭上に掲げ、猛烈な凍気を自らの周りに巻き起こして敵を吸引し、自身とともに巨大なダイヤ形の氷塊の中に閉じ込める自縛技。劇場版でもこの技を披露しているが、技の効果が異なる。劇場版では猛烈な凍気を巨大な敵の周りに巻き、一瞬にして氷の中に封じ込めている。

### キュアロゼッタ
四葉ありすが変身する4人目のプリキュア。イメージカラーはイエローで、変身時の名乗りは「ひだまりポカポカ！ キュアロゼッタ！」。
敵と対峙した時は、手でクローバーの形を作って「世界を制するのは愛だけです。さあ、あなたも私と愛を育んでくださいな」と口上を述べる。
第4話で自宅にマナと六花を招いて東京クローバータワーの防犯カメラに映っていたマナの変身シーンを二人に見せて、自分がプロデューサーとして後方支援するプランを提案する。自身がプリキュアになるのは幼少期のトラウマから躊躇っていたが、ランスとセバスチャンの説得と幼少期に教えられた祖父の言葉を思い出し変身する意思を固め2人と共に戦うことを決める。
髪型は左右のシニヨンが変形し、2つずつ輪っかを作ったツインテールになり、髪色と瞳の色は茶色からオレンジ色に変わる。コスチュームは黄色と黄緑を基調とし、髪飾りや耳飾りがクローバー形になっている。リボンがついたリストバンドとブーツを着用。コスチュームの両袖がパフスリーブになっており、腹部にリボンがつき、スカートがパニエで膨らんだようになっている。また初期4人の中で唯一コスチュームのデザインがシンメトリーになっている。また、左胸に黄緑のクローバーのワッペンがついた黄色のハートの飾りがつけており、飾りの下に三つ葉のクローバーに見立てた布が垂れ下がっており、上のハートの飾りと合わせると四つ葉のクローバーとなっている。他の4人のブーツは先が尖っているが、彼女のブーツは先が丸みを帯びている。
ありすが武術を心得ていることもあり、純粋な力勝負では基本形態の4人の中でも随一であるが、後述の通り技は防御主体のものであり、浄化能力を持つ必殺技も4人の中で唯一持ち合わせていない。そのため第13話ではマーモにその弱点を狙われたこともあったが、劇中では様々な使い方を駆使し、その弱点を補って余りある戦闘能力を発揮している。
必殺技
ロゼッタウォール
「カッチカチのロゼッタウォール！」という掛け声とともに、両手のひらから小型の四つ葉のクローバー形のエネルギー障壁を2枚発生させ、敵の攻撃を防御する。障壁は平面部だけのため、第9話の消える魔球のようにすり抜ける攻撃には弱い。また原理についての言及はなされていないが、ラジカセ型のジコチューの音波攻撃に対し、障壁でノイズキャンセリングして攻撃を無力化するという応用を見せたこともある。
プリキュア・ロゼッタリフレクション
ラブハートアローの台尻部分を押し込んだ後に大きく円を描き、四つ葉のクローバー形のエネルギー障壁を展開する。ロゼッタウォールよりもサイズは巨大で、防御力も高い。展開したエネルギー障壁を撃ち出すことで攻撃への転用も可能。また、第25話でのパワーアップで、敵からのエネルギー波の類の攻撃を吸収し、跳ね返す反射機能が追加された。第33話ではエネルギー障壁を半分に割り、2枚の扇のように敵を打ち倒したり、ブーメランのように投げ飛ばして攻撃した。劇場版では2つのエネルギー障壁に敵を挟んで消滅させる「ロゼッタリフレクション・ダブルクラッシュ」というバリエーションも存在する。ただし肝心の防御力に関しては強敵の攻撃では破られることも多く、第17話ではジコチューの石化光線を防ぐことができずキュアダイヤモンドとともに石化された。また、第23話ではグーラに噛み砕かれてしまった。
ロゼッタバルーン
大きな気球を創り出し、マジカルラブリーパッドの画面の上で「1、2の3！」の掛け声と共に手をたたくことで気球を炸裂させ、そこから放出した小さな光の蝶の群れで敵を囲み拘束する。本人によると「何が出るかは毎回のお楽しみ」らしい。第48話では気球を炸裂させ、そこから巨大なランスの姿の人形を創り出し、キングジコチューと対峙した。

### キュアソード
剣崎真琴が変身する1人目のプリキュア。イメージカラーはパープルで、変身時の名乗りは「勇気の刃！ キュアソード！」。
敵と対峙した時は、手でスペードの形を作り「このキュアソードが、愛の剣で、あなたの野望を断ち切ってみせる！」と口上を述べる。
当初は真琴の性格と単独で戦うのが慣れていたためハートから共闘を促されるも「信用できない」と拒否していた。しかし、第5話で自身が真琴の時にジコチューに襲われていたのをハートが助けてくれたのを見て心が打たれ自身もソードに変身して加勢する。続く第6話では逆にジコチューに苦戦していた3人を見て「みんなを助けたい！」と仲間意識が芽生え正体を明かしジコチューを撃破、そして第7話で3人と契りを交わし共闘を誓う。
メンバーで唯一変身後でも髪が短め。髪は青紫色のショートカットから一部が伸びて薄紫色のサイドテールになる。また、前髪の左側にスペードのマークが入る。コスチュームは薄紫色を基調とし、髪飾りや耳飾りがスペード形になっている。ブーツは膝上丈で、丈の長いアームカバーにはリボンがついている。左胸に濃い紫色のスペードのワッペンが下についた紫色のハートの飾りをつけている。また、袖口は左右で大きさが違う羽を模した形になっており、スカートはアシンメトリーで右腰にリボンがついている。
戦闘では先制攻撃を行うことが多い。片手で手刀斬りといった技の演出としても登場しており、第49話（最終回）のみ「ホーリーソード」の技名を付けている。素早い攻撃に長ける反面やや攻撃力には欠け、ベールと対峙した際にも攻撃が軽いことを指摘されている。
『たのしい幼稚園』などの幼児雑誌や玩具類ではいち早く公表され、テレビシリーズでも第1話より登場していたが、第6話までは作中や公式ホームページ上では真琴が変身していることが伏せられていた。本来はキュアソードが中盤で仲間になる追加戦士として予定されていたが『映画 プリキュアオールスターズNewStage2 こころのともだち』に登場させるよう要請されたため、第6話での合流となった。
必殺技
ホーリーソード
「閃け！ ホーリーソード！」という掛け声とともに、右掌から無数の剣形のエネルギー弾を飛ばして敵にぶつける。牽制用に使われることが多い。
プリキュア・スパークルソード
ラブハートアローの弓を展開させ、弓床部分のハート模様を素早くなぞり、大量の剣形光弾を前方一直線に連射する。
アルティマソード
劇場版限定技。両手を左右に広げて水平に回転しつつラブハートアローからエネルギーを展開、回転の勢いのままに手刀のようなモーションで敵を両断する。掛け声は「煌け！ アルティマソード！」。
ソードハリケーン
マジカルラブリーパッドの画面の上で空を切ることで、大量の剣形光弾が舞う旋風を起こし敵を吹き飛ばしてしまう。

### キュアエース
円亜久里が変身する5人目のプリキュア。イメージカラーはレッドで、変身時の名乗りは「愛の切り札！ キュアエース！」。
初期メンバーと異なり体型が一気に成長し、15歳前後（キャラクターデザインの高橋晃は17歳前後のイメージと語っている）の少女の姿となる。また身長も初期メンバーより高くなり口紅とアイシャドーも塗り、さらに声色も亜久里時より大人びた声になる。その容姿は二度にわたってマリー・アンジュ王女の面影と重ねられた。変身して体が大きくなるのは自身曰く「思いの力（ジコチューから世界を守りたい思い）が自らを成長させた」とのこと。
敵と対峙した時は、手で「A」の形を作りつつ、「美しさは正義の証し、ウインク1つで、あなたのハートを射抜いてさしあげますわ！」と口上を述べ右目のウィンクで締める。
第22話の終盤でジャネジーで悪に染まったレジーナに苦戦していたハートたちに突如加勢し、続く第23話でレジーナに深手を負わせ退却させる。戦闘後、レジーナを失って戦意喪失していたマナからキュアラビーズを剥奪し「あなたが愛を取り戻すまで預かります」と述べ立ち去る。その後亜久里として登場しマナにアドバイスして戦意を取り戻させ、リーヴァとグーラに苦戦していたダイヤモンド・ロゼッタ・ソードの前に現れる。そして、マナにラビーズを返却した上で一緒に変身して4人に正体を明かす。当初は後述の制約からハートたちと別行動を取っていたが、第31話から一緒に行動をするようになる。
髪型は腰に届くほどのロングヘアーから後ろに高く結い上げた4本の巨大なポニーロールとなり、髪色と瞳の色は茶色から赤色に変わる。左側に羽飾りを付けた黄金色のカチューシャをつけており、同色の楕円形の耳飾りをつけている。深紅と白を基調としたコスチュームのデザインは他の4人とは大きく異なる。スカートの内側は薄紅色で後ろ腰に同色のリボンがついている。また、みぞおち付近に薄いピンク色のハートのワッペンが2枚下についた黄金色のハートの飾りをつけており、袖はパフスリーブになっている。登場時は他の4人のプリキュアを上回る戦闘力を持っており、赤い花びらが舞う突風を召喚するなどの特殊能力も見せる。
前々作『スイートプリキュア♪』のキュアミューズ（調辺アコ）以来の小学生プリキュアであるが、小さな女の子が大人の姿に変身するという設定はシリーズでは初となる。変身を維持出来る時間は5分のみでそれを過ぎると強制解除されるというこれもプリキュアとしては初の明確な弱点があり、リーヴァに弱点を知られてからは必殺技をジコチューの能力により破られ長期戦を余儀なくされてしまい苦戦することも多くなった。さらにアイちゃんが不機嫌だと変身させてもらえないうえ、敵が強化されてしまうなどプリキュアとしては重大な問題を抱えることになる。変身時間の制限は第45話で登場した「エターナルゴールデンクラウン」によってマリー・アンジュとしての記憶を取り戻したのを機に撤廃されており、以降のクロスオーバー作品でもこの扱いで通されている。ただし映画では5分経過する前にやられてしまうことも多い。
元々追加戦士として設定されていたソードが初期メンバーとなったことから、本作品の追加戦士として新たに作成されたキャラクターである。
必殺技
エースショット
ラブキッスルージュのルージュを唇に塗り、相手に向かってキッスを投げ、前方に生成したハート形のエネルギー体めがけて「ときめきなさい！ エースショット！ ばきゅ〜ん！」という掛け声とともに両手持ちして頭上に掲げたラブキッスルージュを振り下ろし攻撃する。なお、ルージュの色によって攻撃効果が異なる。
漫画版ではラブキッスルージュを使わず、「ときめきなさい！ プリキュア・エースショット！ ばきゅ〜ん！」の掛け声でハート形の投げキッスを飛ばして相手にぶつける攻撃を行った。
赤色
赤い薔薇の花びらを纏った強力な赤いビームを発射することで、敵を浄化する。また、アイちゃんの力によって威力増幅が可能である。
紫色
四角形の星屑を纏った強力な紫色のビームを発射することで、敵の動きを封じる。
黄色
回転する光条を纏った強力な黄色のビームを発射することで、蔓で敵を拘束する。火を扱う相手には燃やされてしまい効果が無い。
水色
青い薔薇の花びらを纏った強力な水色のビームを発射することで、弾力性を持つ泡の中に敵を閉じ込めてしまう。
エースミラーフラッシュ
3つの長方形の鏡が敵の周りを囲み、マジカルラブリーパッドの画面の上で三角を描くことで、鏡面から光のエネルギーを互いに連結して、眩い閃光を放つ。第48話では、敵に向けた3つの鏡が「ミラクルドラゴングレイブ」の放つビームの増幅反射を繰り出したことで、大量のジコチューを浄化する。

### エンジェルモード
プリキュアたちのパワーアップフォーム。キュアハートがマジカルラブリーハープを爪弾くことにより変身する。劇中では名称が明らかになっていないが、幼児雑誌などでその名称が明かされている。外見は変わらないが、プリキュア達の背中に白い翼が生えており、任意に飛行することもできる。
第40話にて初登場し、主に「プリキュア・ロイヤルラブリーストレートフラッシュ」発動時に用いられる。

### キュアハート・パルテノンモード
キュアハートの最終形態。他の4人のプリキュアの力と三種の神器の力を得て変身した。左胸についているハートの飾りに純白の翼が生えて普段のプシュケーのような飾りになり、背中にも純白の翼が生え、白いマントを羽織っており、スカートも少し長くなり、色合いも白っぽくなっている。パワー（水晶の鏡が司る）、スピード（光の槍が司る）、テクニック（黄金の冠が司る）のそのいずれもがプロトジコチューを凌駕している。その潜在的パワーは「ビッグバンにも匹敵する」とジョーに言わしめたほど。
最終回で登場し、他の4人のプリキュアの力としてパワーアップした「マイ・スイートハート」でプロトジコチューを浄化した。
漫画版の最終回ではプリキュア5人がパルテノンモードに変身し、同時にレジーナのコスチュームも専用のものに変化している。

### 合体技
プリキュア・ラブリーフォースアロー
初期メンバーのラブハートアローから放たれる合体必殺技。技の発動プロセスはプリキュア・ハートシュートとほぼ同様。引き金を放つと同時に、4人の頭上に生成された虹色のハート型エネルギーが強力な奔流となって敵に押し寄せ浄化する。一度に大量のジコチューを浄化することができる。
プリキュア・ダブルキック
キュアハートとキュアソードが息を合わせて、空中に急降下しながら放つ蹴り技。劇場版ではキュアエースとキュアソードが繰り出した「プリキュア・ウルトラキック」も存在する。
プリキュア・ラブリーフォースリフレクション
「プリキュア・ロゼッタリフレクション」にキュアハート、キュアダイヤモンド、キュアソードの力が注入されパワーアップしたもの。障壁はロゼッタリフレクションより小さいもののメランの強力なバリアーを相殺する効果がある。
プリキュア・ラブリーストレートフラッシュ
第31話にて初登場した5人の合体必殺技。新生したマジカルラブリーパッドにアイちゃんから授けられた新しいキュアラビーズを填め込み、マジカルラブリーパッドの中央にそれぞれのシンボルマークを表したトランプのようなエネルギーカードを出現させる。ハート以外の4人が「私たちの力をキュアハートの元へ！」のセリフの後、4枚のエネルギーカードをハートのマジカルラブリーパッドに送る。その後、キュアハートがマジカルラブリーパッドの画面の上にハート形を描くことで、5枚のカードを合わせた強力なエネルギーカードを生成し、敵に向けて飛ばすとハート形の泡となって敵を包み込んで浄化する。
プリキュア・ロイヤルラブリーストレートフラッシュ
第40話にて初登場したエンジェルフォーム状態の5人の合体必殺技。ハートがマジカルラブリーハープの弦を爪弾くことで、エンジェルモードとなったプリキュアたちが空中で組み立てた陣形の中央から強力な虹色のビームを発射し、星屑のように拡散させて敵に降り注ぎ、舞い上がる金色の羽根の中に浄化する。

### 関連アイテム
ラブリーコミューン
妖精が姿を変えたもので、初期メンバーがプリキュアへ変身する際に使用するスマートフォン型のアイテム。本体下部に左から順番に黄色・薄紫色・桃色・水色のハート型の宝石が埋まっており、画面下部にはハート型のアイコンが3つある。本体上部にある妖精の頭の飾りについているブローチの部分に、キュアラビーズをセットすることで力を使用することができる。変身完了後はラブリーコミューンキャリーに収納され右腰後側に装着される。
キュアラビーズによってセットする直前に発する妖精の掛け声が違う。変身用と攻撃用の場合は自身の名前を言い、お世話用の場合は前述した独自の掛け声（例:シャルルの場合「シャルルンルン！」）を言う。
コミューン状態であれば離れていても妖精同士で通信・通話することが可能。ただし『映画 プリキュアオールスターズNewStage2 こころのともだち』ではシャルルはコミューンにならず、妖精態のままで前作『スマイルプリキュア!』の妖精・キャンディと話した。
キュアラビーズ
プリキュアの力の源である宝石。すでにプリキュアとして活躍していた真琴を除き、マナは第1話、六花は第3話、ありすは第4話（実際はそれ以前）でジョー岡田から変身用のラビーズをもらっている。ジョー岡田は骨董品だと説明しており、六花はこれが地球上の物質ではないことや、キュアラビーズの数だけプリキュアはいろいろな力を使えることを見立てた。ラブリーコミューンの上部にセットすることでプリキュアに変身したり、初期の個人技や特別な力を行使したりする。
アイちゃんが所持していたものもあるほか、ダビィによればマナたちの思いに反応して出現することもあるという。
第31話では、マナに近づいた「ジコチュー植物」の種を弾き飛ばしている。
アローキュアラビーズ
アイちゃんが身に付けていたキュアラビーズの光から生み出された、パワーアップしたキュアラビーズ。ラブハートアローにセットすることで、より強力な必殺技が使用可能となる。ハートアローキュアラビーズ・ダイヤモンドアローキュアラビーズ・ロゼッタアローキュアラビーズ・ソードアローキュアラビーズの4種類が存在している。
ラブリーフォースキュアラビーズ
アイちゃんから授けられた新しいキュアラビーズ。プリキュアたちのラブハートアローにセットすることで合体必殺技「プリキュア・ラブリーフォースアロー」が使用可能になる。
ストレートフラッシュキュアラビーズ
新生したマジカルラブリーパッドを手に入れた時にアイちゃんから授けられた金色のキュアラビーズ。マジカルラブリーパッドにセットすることで、5人の合体必殺技「プリキュア・ラブリーストレートフラッシュ」が使用可能になる。
マジカルラブリーキュアラビーズ
マジカルラブリーパッドで個人必殺技を発動する場合のキュアラビーズ。色は銀色。マジカルラブリーパッドにセットすることで、個人必殺技が使用可能になる。
ラブハートアロー
プリキュアが強力な必殺技を行使する際に用いる弓矢型のアイテム（実際の形状はクロスボウに近い）。使用時は「ラブハートアロー！」の掛け声で、虚空より召喚する。
弓は開閉可能で、閉じている状態ではハート型になっている。
弓中央部の大きなハート型パーツにキュアラビーズをはめ込み、弓床の四色のハート模様（向かって下からピンク色・水色・黄色・薄紫色）を指でなぞることで必殺技が使用可能になる。各必殺技によって構え方や弓の展開状態が異なり、ハートおよび合体技使用時は弓、ダイヤモンドはタンバリン、ロゼッタは盾、ソードはクロスボウのように構える。またこの際、必殺技毎に異なる音階・音色のメロディーが流れる。
ロイヤルクリスタル
トランプ王国の王家の者が持つ、伝説の宝石。真琴とダビィ、ジョナサンはトランプ王国にいた頃に実物を見たことがある。桃色・水色・黄色・紫色・赤色の5種類が存在し、全て揃えると強力な奇跡の力を発揮するとされている。アンジュに関連したものに隠れていることが多いため、マナたちはこの宝石を手掛かりに王女を探していたが、レジーナが赤色のクリスタルを奪っていった。5種類が揃ったと同時に光を放ってマッハ3の超音速で飛び去り、その光を追ったプリキュアたちとジコチュートリオ、レジーナを遠くにある氷河地帯の王女の元へ導いた。その後、マナたちがトランプ王国に行く手段が見つからず困惑していたときに突如光り出し、トランプ王国への扉を切り開く。その後はラブアイズパレットにはめ込まれている。
ラブアイズパレット
亜久里がエースに変身する際に使用するアイテム。大きな金色のA字形飾りの付いた蓋を開けると、5つのロイヤルクリスタル（向かって左から黄色・紫色・赤色・桃色・水色）の他、中央部にキュアラビーズをはめ込む台座がある。アイちゃんの涎掛けについているアップリケのハートマークからラブアイズパレットが生み出され、台座にキュアエース専用の変身用キュアラビーズをはめ込み、本体に付属されたチップペンで本体下部にはめ込まれた5つのロイヤルクリスタルをタッチし、瞼にピンク色のアイシャドーを塗ることで、ミラーのハート形の光が目に映った後、変身を開始する。変身完了後はラブアイズパレットキャリーに収納され右腰前側に装着される。
玩具では赤外線通信でアイちゃんやラブキッスルージュとも連動が可能。
ラブキッスルージュ
エースが必殺技を行使する際に用いるリップスティック型の攻撃武器。ラブアイズパレットの台座に武器召喚用キュアラビーズをはめ込み、ラブアイズパレットのミラーから取り出す。取り出した後は左手でラブキッスルージュのダイヤルを2回転してリップを出す。「彩れ！ ラブキッスルージュ！」という掛け声とともにリップが5つのロイヤルクリスタルの色に光り、攻撃したい色を選ぶことが可能（色によって攻撃効果が異なる）。また、異なる攻撃音が流れる。
三種の神器
1万年前に愛と平和のために現れた伝説の戦士・プリキュアが使った三種の神器。三種の神器の力を合わせて邪悪な闇の勢力を打ち払った。
光の槍（ミラクルドラゴングレイブ）
あらゆるものを貫く光の槍。1万年前はキュアマジシャンが所持し、現代ではトランプ王国のアンジュ王女が所持していた。槍の柄は真紅色で、先端が金色に光り、放射するビームはジコチューを浄化することができるため、アンジュはこの力でキングジコチューを封印した。その後、トランプ王国の宮殿の地下に埋まっているが、魔法が掛けられていたことから、ジコチュートリオでは抜くことが出来ないため放置されていた。
第39話にて「プリキュアなら抜けるのでは」というベールの思惑もあってプリキュアたちも挑戦するが抜けず、何故かレジーナがその槍を引き抜いてしまったことで、ジコチューの力に蝕まれて先端部分がジャネジーと同じ色になり、強力な闇のビームによる凄まじい破壊力を見せつける。槍を振りかざし、衝撃波や三日月状のエネルギー弾などを放つ攻撃の他、巨大なドラゴンの姿のエネルギーを創り出し、相手に襲い掛かることができる。
第47話にてレジーナが愛を取り戻して当初の姿に戻るのと同時に、槍の先端が金色の輝きを取り戻す。また、ビームの一撃はキングジコチューの強力な攻撃を打ち消すほど高いパワーを秘めている。
水晶の鏡（マジカルラブリーパッド）
あらゆる真実を映し出す水晶の鏡。かつてキュアエンプレスが所持していた。外周部に紫色の飾りがあしらわれているのが特徴であるが、鏡面には何も映らない。
第31話にて怪物化したリーヴァとグーラによって5つの破片に砕かれたが、プリキュアたちの強い思いによってそれぞれがタブレット型の武器「マジカルラブリーパッド」として生まれ変わり、新しいキュアラビーズをはめ込むことで、プリキュアたちに更なる合体技と個人技を与えた。使用時は「マジカルラブリーパッド！」の掛け声で、虚空より召喚する。アイちゃんの力によって画面の上にトランプ王国の地図を映したり、映し出した目的地への瞬間移動などが可能である。
第40話にてエースを除くプリキュアたちの胸についているハート型のアクセサリーの光から生み出されたキュアラビーズをキュアハートがラブリーコミューンにセットすることで、アイちゃんの力によって後述するマジカルラブリーハープに変化する。
マジカルラブリーハープ
前述の経緯により生み出されたハープ。ハートがそれを爪弾くことでプリキュアたちの背中に白い羽根が生えた最終パワーアップフォーム・エンジェルモードに進化し飛行が可能となり、再度ハープを弾くことで強化合体技「プリキュア・ロイヤルラブリーストレートフラッシュ」を発動することができる。
黄金の冠（エターナルゴールデンクラウン）
あらゆる知識が詰め込まれた黄金の冠。宝石で飾られた、繊細なデザインのティアラ。かつてキュアプリーステスが所持していた。適合者の頭上に戴くことで、知りたい事物について何でも答えてくれる。
第45話にてジョナサンがこのキュアラビーズをマナたちの元へもたらし、シャルルにラビーズを使用したことで本来の姿となった。亜久里が手にしたことで反応を見せ、これを被ったことにより自身の宿命を含めたすべてを知るとともに、エースとしてもパワーアップに加え、変身時間制限の弱点を克服した「真のエース」へと生まれ変わっている。

## 作中用語
大貝町（おおがいちょう）
マナたちの住む町。海の近くにあり、後述の「東京クローバータワー」も存在している。町名は第4話で判明する。
最終決戦ではキングジコチューが侵攻し前述のタワーの崩壊やプロトジコチューにより建物を放り投げられるなどで多くの犠牲を生じ戦場と化した。プロトジコチュー浄化後はトランプ王国共々破壊される前の姿に戻った。また、キングジコチューの侵攻によってトランプ王国と繋がることになる。
東京クローバータワー
第1話より登場する、ありすがオーナーを務めているタワー。全高は999メートル（設定は第1話より）を誇り、作中において世界一高い塔。上部には展望フロアが存在し、エレベーターと階段で繋がっている。また、ジョー岡田が後述する「ソリティア」を開く前ここで屋台を開いており、第1話でマナに「キュアラビーズ」を渡している。
第46話で再登場。完全復活したキングジコチューがレジーナや「トランプ王国内ジコチュー」と共に、近辺の海に現れ、続く第47話でキングジコチューに破壊され折れてしまった。その後、タワーは最終的に崩壊する前の姿に戻る。
クロスオーバー作品でも登場しており、『映画 プリキュアオールスターズ 春のカーニバル♪』では歴代プリキュアたちの回想シーン（挿入歌「39フェアリーズ」の映像シーン）のマナたちの場面に登場している。
ぶたのしっぽ亭（ぶたのしっぽてい）
第2話より登場する相田家が経営する洋食屋。両親の不在が多い六花がよくご馳走になっており泊まる時もある。
第6話で真琴が料理体験番組の収録で訪れており、その後はプライベートで訪れるようになる。
第23話よりアイちゃんもここで暮らすことになる。
クロスオーバー作品においては、『映画 プリキュアオールスターズ 春のカーニバル♪』のマナたちの回想シーンではマナたちがオムライスを作っている様子が流れ、『映画 プリキュアオールスターズ みんなで歌う♪奇跡の魔法!』では相田夫妻がミラクルライト（ミラクルステッキライト）を受け取るシーンにて、店が1カットのみ登場している。
ソリティア
第3話でジョー（ジョナサン）が大貝町に開いたアンティークショップ。骨董品のほかにも様々なアクセサリーを販売している。また、同話で六花に「キュアラビーズ」を渡している。さらに第8話ではアイちゃんがここで誕生し、その後はマナたちが集う場所になっている。
クロスオーバー作品でも登場しており、『映画 プリキュアオールスターズNewStage2 こころのともだち』ではありすのお茶会の最中に前作『スマイルプリキュア!』の星空みゆき（キュアハッピー）とシャルルの友達である妖精のキャンディからプリキュアパーティに誘われる。また、『映画 プリキュアオールスターズNewStage3 永遠のともだち』では新たに誕生した『ハピネスチャージプリキュア!』の情報の手がかりを求めて、妖精学校の妖精であるグレルとエンエン（後の坂上あゆみ（キュアエコー）のパートナー妖精）が、マナたちに会うべくソリティアを訪れている。
七ツ橋学園（ななつばしがくえん）
ありすが通う名門学園で麗奈も通っている。所在地や校舎、共学か女子校なのかは明らかにされず。制服は最終回（第49話）のエピローグで一瞬だけ登場し、黒のセーラー服風で赤いネクタイを締めている。
四葉財閥（よつばざいばつ）
ありすの家庭が経営する大企業グループ。前述の「東京クローバータワー」をはじめ多数の関連企業が存在しており、財政基盤は堅固である。最終戦においては様々な組織と連携して市民の救済を行う。その後、多数の組織と共にトランプ共和国に様々な装備品を譲渡している。
なお、『NewStage3』では「四葉病院」が登場している。
四葉スタジアム（よつばスタジアム）
第5話で真琴のコンサートが開催されたスタジアム。6万人収容できる。
ヨツバミュージック
四葉財閥の関連企業の一つで、真琴やハルナが所属する芸能プロダクション。ダビィもマネージャー「DB」として出入りしている
ヨツバテレビ
第5話で登場した四葉財閥の関連企業の一つであるテレビ局。
ミュージックザナドゥ！
同話で同局が放送し、真琴とハルナが出演した音楽番組。
四葉撮影所（よつばさつえいじょ）
第15話で登場した映画スタジオ。真琴とおおとり環が映画『スノーホワイト』の撮影に使用。
四葉ドーム（よつばドーム）
第24話で登場した四葉財閥関連企業の一つであるドーム球場。外見は東京ドームと同じであるが、屋根に四葉財閥のマークが付いている。真琴がこの球場でコンサートを行おうとした矢先、リーヴァ、グーラ、マイクジコチューが乱入するが、プリキュアの活躍でジコチューは浄化され無事コンサートが行われる。
映画『NewStgae3』では、『フレッシュプリキュア!』の桃園ラブ（キュアピーチ）が見た夢の中で、自身と蒼乃美希（キュアベリー）、山吹祈里（キュアパイン）、東せつな（キュアパッション）の4人によるダンスユニット「クローバー」が参加したダンスコンテストの会場として登場している（奇しくも「四葉」つながり）。
四葉デパート（よつばデパート）
第25話に登場。プリキュアたち、グーラとそのジコチュー、そして「キューティーマダム」に変身したマーモの三つ巴戦の舞台となる。
四葉図書館（よつばとしょかん）
第40話に登場。真琴がレジーナに捧げる曲を作る際に利用。
ラブリーインカム
真琴が曲を歌う際に装着しているインカム（ヘッドセット）。マイクとヘッドフォンがハート形にあしらわれており、さらに後者は筆記体で「Precure」と書かれている。
作中でソードが装着しているシーンはなかったが、前期エンディングの「この空の向こう」では装着状態でダンスを披露している。また、後期エンディングの「ラブリンク」ではソードに加えてハートもインカムを装着している。
本作品以外でも、『NewStage3』では本作品までの主人公プリキュア8人（ブラック・ブルーム・ドリーム・ピーチ・ブロッサム・メロディ・ハッピー・ハート）と、次作の主人公・キュアラブリーの9人がこれを装着し、エンディングテーマ「プリキュア・メモリ(NewStage3 Version)」の歌唱とダンスを披露している。さらに、同曲が収録されているシングル「プリキュア〜永遠のともだち〜(2014Version)/プリキュア・メモリ(NewStage3 Version)」のジャケットにも、このインカムを装着した9人の主人公プリキュアたちが描かれている。
〜SONGBIRD〜（ソングバード）
真琴のデビュー曲であり、発売1週目でミリオンヒットを達成する。1番を前述の音楽番組のリハーサルで歌唱する。
第40話で、亜久里がこの曲を聴いていることを照れくさそうに述べている。
こころをこめて
第40話で真琴（とマナたち）がレジーナにみんなの思いを伝えるために作った曲。この曲を聴いたレジーナは改心こそしなかったが、愛する心があることを5人に確信させる。
前曲とこの曲は後述の関連商品の節にある音楽CDのキャラクターアルバム『ドキドキ!プリキュア キャラクターアルバム 〜SONGBIRD〜』に収録されている。
エースティー
第1話で登場したカフェインゼロが売りの清涼飲料水。真琴がCMに出演しており、BGMには前述の「〜SONGBIRD〜」が使われている。また、同話と第4話の終盤では看板も登場する。
ロイヤルホワイト
第35話で登場した歯みがき粉。こちらも真琴がCMに出演しており、BGMには前述のキャラクターアルバムに収録されている「笑顔のプレゼント」が使われている。
トランプ王国では虫歯が存在しないため歯みがきという習慣がないらしく、真琴はその意味を知らずに出演していた模様。奇しくも、前述のエースティーを飲んで虫歯が発覚する。
青空歯科（あおぞらしか）
第35話で真琴が虫歯の治療に赴いた歯科医院。歯科医がマーモによってジコチューにされるが浄化され、真琴の虫歯も無事に完治する。
五星財閥（いつつぼしざいばつ）
麗奈の家庭が経営している巨大企業であり、四葉財閥の商売敵。第47話では四葉財閥に協力するため、大型ヘリコプターを駆使して市民の救助を行う。
小学校
亜久里とエルが通う小学校。劇中では名称や所在地などは言及されていない。
gogo! jikochu（ゴーゴージコチュー）
ジコチューの人間界での拠点となる、無人のボウリング場。第25話まではジコチュートリオが拠点にしていたが、第26話からはリーヴァとグーラに代わる。しかし、第31話でリーヴァとグーラがベールに消滅させられた後、再びジコチュートリオの拠点になるが、第39話よりトランプ王国の「マリー王女の部屋」に拠点を移す。
プシュケー
天使のような羽が生えたハート型の姿をした物体で、シャルル曰く「人間の心」そのもの。普段はピンク色であるが、自己中心的な考えに陥ると黒く染まり、それに付け込んだジコチューの幹部達がその闇を増幅させることで羽もコウモリのような姿に変化し、抜き取られた者は左胸に黒いハートマークが表れ、意識を失う。ジコチューの幹部達はこの状態になったプシュケーを人間から抜き取り、それに闇を加えることで怪物「ジコチュー」を誕生させるが、プリキュアによって浄化されると元の姿である普段のプシュケーになり、素体になった者に戻っていき、意識を取り戻したと同時に左胸に表れていた黒いハートマークが消える。
また、キュアエースを除くプリキュアたちの胸についているハート型のアクセサリーの正体は実はプシュケーの形に合わせたものであり、そのプリキュアがプシュケーに無理矢理闇に染められるとそれを抜き取られてしまい、そのプリキュアの胸についているハート型のアクセサリーの色が黒くなってしまい意識を失うが、そのプリキュアのつよい精神力によって普段のプシュケーに戻り、素体になったそのプリキュアに戻っていくと、意識を取り戻したと同時にそのプリキュアの胸についているハート型のアクセサリーの色が元の色に戻る。
ジャネジー
ジコチューが誕生し、暴れている間に発生するエネルギー。封印されたキングジコチューの復活に必要とされている。また、ジコチューの幹部達もこれを有しており、プリキュアの技を受けると弱体化する。また、ジャネジーが全て失われるとその幹部は消滅する。
なお最終回でベールを取り込んで復活したプロトジコチューは、最終的にはキュアハート・パルテノンモードの「マイ・スイート・ハート」を食らって浄化消滅したが、当のベールはネズミの姿に退化しただけで、消滅はおろか改心もしなかった。なぜベールが消滅しなかったのかは語られていない。
プリキュア5つの誓い
エースが唱えるプリキュアの心得。6つ目はハートが付け足す。
- 1つ、プリキュアたるものいつも前を向いて歩き続けること（第23話）
- 1つ、愛は与えるもの（第24話）
- 1つ、愛することは守り合うこと（第25話）
- 1つ、プリキュアたるもの自分を信じ決して後悔しない（第26話）
- 1つ、プリキュアたるもの一流のレディたるべし（第27話）
- 1つ、みんなで力を合わせれば不可能はない（第31話）

1万年前のプリキュア
第30話で明らかになった、キュアエンプレス、キュアマジシャン、キュアプリーステスの3人のプリキュア。
ブラッドリング
リーヴァとグーラのジャネジーからベールが作った指輪。イーラとマーモに1つずつ与えられており、2人が生み出すジコチューをより強力にする効力がある。しかし一度はめると外すことはできない上に、ベールの意志で装着者に電撃が走るようにもなっている。第38話でベールがイーラとマーモから外して「スーパーベール」に変身したが、プリキュアに敗北を喫した際に消滅する。
人工コミューン
第25話でセバスチャンがありすを助けるべく製造したプリキュアに変身するためのアイテム。ただ、実際に変身したのは前述したセバスチャンとマーモだけである。最終的に戦闘の合間に壊される。

## スタッフ
本作品より、東映アニメーションのプロデューサーが梅澤淳稔から柴田宏明に交代。シリーズディレクターには古賀豪、シリーズ構成には山口亮太と、共にプリキュアシリーズ初参加の2人が起用されている。キャラクターデザインには『スイートプリキュア♪』で同職を務めた高橋晃が再起用されている。音楽も『フレッシュプリキュア!』から『スマイルプリキュア!』まで担当してきた高梨康治から、『ふたりはプリキュア Splash Star』などで挿入歌やキャラクターソングを手がけた経験のある高木洋に変わった。高木は過去にシリーズに関わってきた頃から「いつか『プリキュア』の音楽をメインでやりたい」と思っており、念願が叶った形となる。
- 企画 - 木村祥隆（第1話 - 第10話）→野下洋（第11話 - ）、西出将之（朝日放送、第42話 - ）、三宅将典（第1話 - 第41話）→波多野淳一（ADK、第42話 - ）、清水慎治
- プロデューサー - 松下洋幸（第1話 - 第10話）→ 土肥繁葉樹[注 92]（朝日放送、第11話 - ）、佐々木礼子（第1話 - 第41話） → 高橋知子（ADK、第42話 - ）、柴田宏明
- 原作 - 東堂いづみ
- シリーズ構成 - 山口亮太
- キャラクターデザイン - 高橋晃
- 美術デザイン - 増田竜太郎
- 色彩設計 - 佐久間ヨシ子
- 音楽 - 高木洋
- 製作担当 - 額賀康彦
- シリーズディレクター - 古賀豪
- 編集 - 麻生芳弘
- 録音 - 川崎公敬、林奈緒美
- 音響効果 - 石野貴久（サウンドリング）
- 選曲 - 水野さやか
- 記録 - 沢井尚子
- 録音スタジオ - タバック
- オンライン編集 - 東映デジタルラボ
- 音楽プロデューサー - 栗山大輔
- 音楽A&R - 飯干紗妃
- 音楽制作協力 - 東映アニメーション音楽出版
- 演技事務 - 小浜匠
- 宣伝 - 岸本拓磨、多田香奈子、遠山雄大
- アニメーション制作 - 東映アニメーション
- 制作協力 - 東映
- 制作 - 朝日放送、ADK、東映アニメーション

## 主題歌
オープニングテーマ
「Happy Go Lucky! ドキドキ！プリキュア」
作詞 - 藤林聖子、作曲 - 清岡千穂、編曲 - 池田大介、歌 - 黒沢ともよ
第21話では挿入歌としても使用された。
ストーリーの進行に応じて映像が一部変更されており、随所でオープニング映像の序盤の回では微調整がなされていたほか、第7話よりラストカットが4人のプリキュアの変身を解除するシーン、第27話よりオープニング映像の一部がキュアエースとレジーナが登場するものにそれぞれ差し替えられている。
第29話のオープニング映像中のキュアダイヤモンドのシーンで歌詞字幕が挿入されていなかった。
『映画 プリキュアオールスターズ 春のカーニバル♪』ではマナがアンコールでこの曲を歌ったが、途中で六花に止められており、他作品の歴代プリキュアたちからも不評を買ってしまう。

エンディングテーマ
「この空の向こう」（第1話 - 第26話）
作詞 - 利根川貴之、作曲 - Dr.Usui、編曲 - Dr.Usui・利根川貴之、歌 - 吉田仁美
エンディングアニメーションでは初期メンバーの4人がダンスを披露している。キュアソードのみラブリーインカム（ヘッドセット）を着けて歌う演出が見られる。本作品より振付はMIKIKOが担当する。
「ラブリンク」（第27話 - 第49話）
作詞 - 利根川貴之、作曲 - Dr.Usui、編曲 - Dr.Usui&Wicky.Recording、歌 - 吉田仁美
エンディングアニメーションではキュアエースが加わった形で5人のプリキュアがダンスを披露している。前期EDアニメーションでキュアソードが付けていたラブリーインカムを、後期ではキュアハートも着用するようになった。振り付けは前期同様にMIKIKOが担当。
放送期間中の2013年9月から明治より発売されたお菓子「グルト!」のCMにも、EDアニメが一部流用されている。
『映画 プリキュアオールスターズ 春のカーニバル♪』では挿入歌として使われ、同曲のPVシーン（マナたちの回想シーン）で最終回後の様子や、テレビシリーズの映像を再編集した映像が流れていた。

挿入歌
「〜SONGBIRD〜」
作詞 - 六ツ見純代、作曲 - 清岡千穂、編曲 - 大久保薫、歌 - キュアソード／剣崎真琴（CV:宮本佳那子）
「こころをこめて」（第40話）
作詞 - 六ツ見純代、作曲 - 山口朗彦、編曲 - 大久保薫、歌 - キュアソード／剣崎真琴（CV:宮本佳那子）

## 各話リスト
- 以下断りのない限り、放送日は日曜の日付を示す。臨時枠移動により日曜以外に放送したものは曜日も併記、さらに通常の放送時間以外に放送された場合にはその旨注釈にて示す。
- 特番やスポーツ中継などによる放送の休止・日時変更は以下の通り。
  - 2013年8月11日・18日…制作局の朝日放送のみ、第95回全国高校野球選手権大会放送のため臨時枠移動を実施[注 96]（下記の表を参照）。
  - 2013年8月25日…『スーパーヒーロー&ヒロイン夏休みスペシャル[注 97]』（6時 - 9時）放送のため休止[61][62]。
  - 2013年11月3日…「第45回全日本大学駅伝」放送のため休止。
  - 2013年12月29日…各局年末特番編成[注 98]のため休止。

| 話数 | サブタイトル                                    | 脚本       | 絵コンテ     | 演出         | 作画監督                          | 美術       | 本放送日             |
| ---- | ----------------------------------------------- | ---------- | ------------ | ------------ | --------------------------------- | ---------- | -------------------- |
| 1    | 地球が大ピンチ！ 残された最後のプリキュア!!     | 山口亮太   | 古賀豪       | 古賀豪       | 小松こずえ                        | 増田竜太郎 | 2013年 2月3日        |
| 2    | ガーン！ キュアハートの正体がバレちゃった!!     | 山口亮太   | 古賀豪       | 岩井隆央     | 河野宏之                          | 篝ミキ     | 2月10日              |
| 3    | 最高の相棒登場！ キュアダイヤモンド!!           | 山口亮太   | いなばちあき | いなばちあき | 高橋晃                            | 猿谷勝己   | 2月17日              |
| 4    | お断りしますわ！ 私、プリキュアになりません!!   | 山口亮太   | 田中裕太     | 田中裕太     | 伊藤智子                          | 田中美紀   | 2月24日              |
| 5    | うそ！ キュアソードってあの子なの？？           | 田中仁     | 芝田浩樹     | 芝田浩樹     | なまためやすひろ                  | 佐藤千恵   | 3月3日               |
| 6    | ビックリ！ 私（あたし）のお家にまこぴーがくる!? | 高橋ナツコ | 佐々木憲世   | 岩井隆央     | 上野ケン                          | 斉藤優     | 3月10日              |
| 7    | ギリギリの戦い！ さらば、プリキュア!!           | 山口亮太   | 三塚雅人     | 三塚雅人     | 山岡直子 高橋晃                   | 飯野敏典   | 3月17日              |
| 8    | きゅぴらっぱ〜！ ふしぎ赤ちゃん誕生!!           | 成田良美   | 門由利子     | 黒田成美     | 稲上晃                            | 篝ミキ     | 3月24日              |
| 9    | ハチャメチャ！ アイちゃん学校にいく!!           | 田中仁     | いなばちあき | 上田芳裕     | 小松こずえ                        | 猿谷勝己   | 3月31日              |
| 10   | 転校生は、 国民的スーパーアイドル!!             | 高橋ナツコ | 佐々木憲世   | 岩井隆央     | 河野宏之                          | 田中美紀   | 4月7日               |
| 11   | めざめよ！ プリキュアの新たなる力！             | 山口亮太   | 芝田浩樹     | 芝田浩樹     | 高橋晃                            | 佐藤千恵   | 4月14日              |
| 12   | マナの決意！ あたし弟子をとります！             | 成田良美   | 田中裕太     | 田中裕太     | 上野ケン                          | 斉藤優     | 4月21日              |
| 13   | ついに発見!? 王女様の手がかり！                 | 米村正二   | 入好さとる   | 三塚雅人     | 山岡直子                          | 飯野敏典   | 4月28日              |
| 14   | 夢か約束か！ 六花おおいに悩む！                 | 田中仁     | 黒田成美     | 黒田成美     | 稲上晃                            | 篝ミキ     | 5月5日               |
| 15   | 大いそがし！ 真琴のアイドルな日々！             | 高橋ナツコ | 門由利子     | 岩井隆央     | 青山充                            | 猿谷勝己   | 5月12日              |
| 16   | レジーナ猛アタック！ マナはあたしのモノ！       | 成田良美   | いなばちあき | 小川孝治     | 高橋晃                            | 田中美紀   | 5月19日              |
| 17   | ショック！ 奪われたクリスタル！                 | 米村正二   | 池畠博史     | 田中裕太     | 小松こずえ                        | 佐藤千恵   | 5月26日              |
| 18   | 出現！ さいごのロイヤルクリスタル！             | 田中仁     | 三塚雅人     | 三塚雅人     | 河野宏之                          | 斉藤優     | 6月2日               |
| 19   | クリスタルをかけて！ ジコチューのゲーム！       | 成田良美   | 越智一裕     | 岩井隆央     | 上野ケン                          | 飯野敏典   | 6月9日               |
| 20   | クリスタルの導き！ 王女様のもとへ！             | 高橋ナツコ | 芝田浩樹     | 芝田浩樹     | 山岡直子                          | 田中里緑   | 6月16日              |
| 21   | トランプ王国へ！ 王女様を救え！                 | 田中仁     | 小川孝治     | 小川孝治     | 高橋晃                            | 猿谷勝己   | 6月23日              |
| 22   | ピンチに登場！ 新たな戦士キュアエース！         | 米村正二   | 門由利子     | 黒田成美     | 青山充                            | 田中美紀   | 6月30日              |
| 23   | 愛を取り戻せ！ プリキュア5つの誓い！            | 山口亮太   | 古賀豪       | 三塚雅人     | 稲上晃                            | 佐藤千恵   | 7月7日               |
| 24   | 衝撃！ まこぴーアイドル引退宣言！               | 成田良美   | 池田洋子     | 池田洋子     | 赤田信人                          | 斉藤優     | 7月14日              |
| 25   | 華麗な変身！ ニューヒロイン登場!?               | 高橋ナツコ | 入好さとる   | 岩井隆央     | 河野宏之                          | 飯野敏典   | 7月21日              |
| 26   | ホントの気持ちは？ 六花またまた悩む！           | 米村正二   | 田中裕太     | 田中裕太     | 小松こずえ                        | 篝ミキ     | 7月28日              |
| 27   | バレちゃった!? キュアエースの弱点！             | 田中仁     | 芝田浩樹     | 芝田浩樹     | 伊藤智子                          | 猿谷勝己   | 8月4日               |
| 28   | 胸がドキドキ！ 亜久里の夏休み！                 | 米村正二   | 越智一裕     | 黒田成美     | 高橋晃                            | 田中美紀   | 8月26日（月）8月11日 |
| 29   | マナのために！ シャルル大変身！                 | 高橋ナツコ | 門由利子     | 岩井隆央     | 青山充                            | 佐藤千恵   | 8月26日（月）8月18日 |
| 30   | 最後の試練！ 伝説のプリキュア！                 | 山口亮太   | 小川孝治     | 小川孝治     | 濱野祐一                          | 斉藤優     | 9月1日               |
| 31   | 大貝町大ピンチ！ 誕生！ ラブリーパッド          | 成田良美   | 三塚雅人     | 三塚雅人     | 山岡直子                          | 田中里緑   | 9月8日               |
| 32   | マナ倒れる！ 嵐の文化祭                         | 田中仁     | 牧野次郎     | 岩井隆央     | 稲上晃                            | 飯野敏典   | 9月15日              |
| 33   | ありすパパ登場！ 四葉家おとまり会！             | 米村正二   | 田中裕太     | 田中裕太     | 赤田信人                          | 猿谷勝己   | 9月22日              |
| 34   | ママはチョーたいへん！ ふきげんアイちゃん！     | 成田良美   | 入好さとる   | 小川孝治     | 河野宏之                          | 田中美紀   | 9月29日              |
| 35   | いやいやアイちゃん！ 歯みがき大作戦！           | 山口亮太   | 芝田浩樹     | 芝田浩樹     | 小松こずえ                        | 篝ミキ     | 10月6日              |
| 36   | ラケルはりきる！ 初恋パワー全開！               | 高橋ナツコ | 池田洋子     | 池田洋子     | 高橋晃                            | 斉藤優     | 10月13日             |
| 37   | なおせ好きキライ！ ニンジンVS亜久里             | 田中仁     | 門由利子     | 岩井隆央     | 美馬健二                          | 田中里緑   | 10月20日             |
| 38   | ベールのたくらみ！ アイちゃんジコチューになる!? | 米村正二   | 小川孝治     | 小川孝治     | 山岡直子                          | 飯野敏典   | 10月27日             |
| 39   | 会いに来たよ！ レジーナふたたび！               | 高橋ナツコ | 三塚雅人     | 三塚雅人     | 稲上晃                            | 猿谷勝己   | 11月10日             |
| 40   | とどけたい思い！ まこぴー新曲発表！             | 山口亮太   | 田中裕太     | 田中裕太     | 赤田信人                          | 田中美紀   | 11月17日             |
| 41   | ありすの夢！ 花がつないだともだち               | 米村正二   | 越智一裕     | 上田芳裕     | 仁井学 北條直明 杉本幸子          | 佐藤千恵   | 11月24日             |
| 42   | みんなで祝おう！ はじめての誕生日！             | 山口亮太   | 入好さとる   | 岩井隆央     | 河野宏之                          | 斉藤優     | 12月1日              |
| 43   | たいせつな人ヘ！ 亜久里の授業参観！             | 田中仁     | 芝田浩樹     | 芝田浩樹     | 小松こずえ                        | 篝ミキ     | 12月8日              |
| 44   | ジコチューの罠！ マナのいないクリスマス！       | 高橋ナツコ | 薮木凛       | 鈴木裕介     | 高橋晃                            | 田中里緑   | 12月15日             |
| 45   | 宿命の対決！ エースVSレジーナ！                 | 田中仁     | 池田洋子     | 池田洋子     | 山岡直子                          | 猿谷勝己   | 12月22日             |
| 46   | エースとレジーナ！ 誕生の真実！                 | 米村正二   | 門由利子     | 岩井隆央     | 上野ケン                          | 田中美紀   | 2014年 1月5日        |
| 47   | キュアハートの決意！ まもりたい約束！           | 高橋ナツコ | 田中裕太     | 田中裕太     | 仁井学 北條直明 杉本幸子 河野宏之 | 佐藤千恵   | 1月12日              |
| 48   | ドキドキ全開！ プリキュアVSキングジコチュー！   | 山口亮太   | 三塚雅人     | 三塚雅人     | 稲上晃                            | 飯野敏典   | 1月19日              |
| 49   | あなたに届け！ マイスイートハート！             | 山口亮太   | 古賀豪       | 古賀豪       | 高橋晃                            | 斉藤優     | 1月26日              |

## 放送局

### 日本国内での放送
字幕放送・連動データ放送はテレビ朝日系列フルネット局のみ実施。
| 放送地域       | 放送局                                                | 放送期間                      | 放送日時           | 放送系列       | 備考                          |
| -------------- | ----------------------------------------------------- | ----------------------------- | ------------------ | -------------- | ----------------------------- |
| 日本国内       | 朝日放送（制作局）をはじめとする テレビ朝日系列全24局 | 2013年2月3日 - 2014年1月26日  | 日曜 8:30 - 9:00   | テレビ朝日系列 | 同時ネット                    |
| 鳥取県・島根県 | 山陰放送                                              | 2013年2月9日 - 2014年2月1日   | 土曜 11:15 - 11:45 | TBS系列        | 遅れネット スポンサードネット |
| 宮崎県         | 宮崎放送                                              | 2013年2月19日 - 2014年2月18日 | 火曜 15:30 - 16:00 | TBS系列        | 遅れネット 番組販売           |

### 日本国外での放送
いずれも放送時間は現地時間。
台湾
2015年11月23日から2015年12月8日まで東森電影台にて、『DokiDoki! 光之美少女』のタイトルで毎週平日朝に放送。普通話放送、繁体字字幕あり。
2016年3月30日から2016年6月8日まで東森幼幼台にて、『DokiDoki! 光之美少女』のタイトルで毎週平日16時 - 16時30分に再放送。普通話放送、繁体字字幕あり。
香港
2017年1月30日から2017年4月7日まで無綫電視翡翠台にて、『心動! 光之美少女』のタイトルで毎週平日16時15分 - 16時45分に放送。広東語 & 日本語二か国語放送、繁体字字幕あり。

### 日本国外での配信
北米・欧州等
先述の英語版ローカライズ作品『Glitter Force Doki Doki』（グリッター・フォース・ドキドキ）がNetflixにて配信されている。同作品の第1シーズン（全15話）の配信開始は2017年8月18日、第2シーズン（全15話）の配信開始は2017年11月10日からとなる。

## 映画
映画 ドキドキ!プリキュア マナ結婚!!?未来につなぐ希望のドレス
2013年10月26日公開。キュアエースとアイちゃんが映画初出演。また、ダビィが初めて人間態を披露している。OPのマナの夢のシーンのみ、ジコチュートリオの3人やすでにテレビシリーズで登場した多数のジコチューが登場する。
同作品の公開に合わせ、テレビシリーズ第36 - 39話（本放送時）のオープニングにて、同作品のハイライトシーンが一部使用された。

### クロスオーバー映画
歴代プリキュアが共演する作品。
映画 プリキュアオールスターズNewStage2 こころのともだち
2013年3月16日公開。本作品からはキュアハート、キュアダイヤモンド、キュアロゼッタ、キュアソード、シャルル、ラケル、ランス、ダビィが登場。
同作品の公開に合わせ、テレビシリーズ第6 - 10話（本放送時）のオープニングにて、同作品のハイライトシーンが一部使用された。
映画 プリキュアオールスターズNewStage3 永遠のともだち
2014年3月15日公開。『NS2』に登場済みの4人と4匹に加え、キュアエースとアイちゃんがクロスオーバー映画初登場。キュアソード役の宮本佳那子は、同作品を収録後の2月7日に休養を発表した。
映画 プリキュアオールスターズ 春のカーニバル♪
2015年3月14日公開。キュアハートとキュアダイヤモンドが『NS2』から3作品連続で声付き登場。また、脇役として相田夫妻・宗吉・亮子・セバスチャン・博士・純・麗奈・麗奈の取り巻きたち・エル・かるたクイーン・ジョー（ジョナサン）・メラン・レジーナ・ジコチュートリオ・『映画 ドキドキ!』のベベル（いすず）が登場。
映画 プリキュアオールスターズ みんなで歌う♪奇跡の魔法!
2016年3月19日公開。本作品のプリキュア全員が台詞付きで登場。敵側ではプロトジコチュー、脇役として相田夫妻が登場。
映画 HUGっと!プリキュア♡ふたりはプリキュア オールスターズメモリーズ
2018年10月27日公開。本作品のプリキュア5人が声付きで登場。
映画 プリキュアオールスターズF
2023年9月15日公開。プリキュアシリーズ20周年を記念したオールスターズ映画で、本作品を含む歴代プリキュアが総登場する。キュアハートのみ台詞がある。

## その他の作品
ハピネスチャージプリキュア!
2014年に放送された、プリキュアのテレビシリーズ第11作目。同作品のOP冒頭ではシリーズ10周年を記念して、歴代プリキュア33名が祝福のメッセージを述べるコーナーが設けられており、以下の話数に本作品のプリキュアが登場した。
- 第12話：キュアハート
- 第19話：キュアエース
- 第25話：キュアダイヤモンド
- 第27話：キュアロゼッタ
- 第32話：キュアソード

HUGっと!プリキュア
2018年に放送された、プリキュアのテレビシリーズ第15作目。第37話に本作品のプリキュア5人とレジーナがゲストとして登場。
ひろがるスカイ!プリキュア
2023年に放送された、プリキュアのテレビシリーズ第20作目。第17話のエンディング映像冒頭にキュアハートが登場。映像中盤に登場するミラーパッドの画面上にも、プリキュアへの変身バンクをハイライトで流す形で登場している。

## 漫画版
これまでのシリーズ作品と同様、本作品でも『なかよし』（講談社）にて、上北ふたごによる漫画版が2013年3月号から2014年2月号まで連載された。第1話と描き下ろし番外編が『ドキドキ!プリキュア&スマイルプリキュア! おはなしブック!』（2013年3月1日発行、ISBN 978-4-06-389741-8）に、新登場のキュアエースを中心としたキャラクター紹介が『ドキドキ!プリキュアウルトラまるごとブック!』（2013年7月18日発行、ISBN 978-4-06-389768-5）に収録されており、2014年3月6日には連載分の12話と『おはなしブック』収録の番外編、描き下ろしの最終話を収録した単行本が発行されている。この単行本が発行されている関係上、2014年12月からの「プリキュアコレクション」と銘打ったシリーズ単行本発行には含まれていないが、同コレクション全巻購入者特典として本単行本をコレクション仕様に替えられる着せ替えカバーのプレゼントサービスが行われた。
- 『ドキドキ!プリキュア』（講談社<ワイドKC>、全1巻、2014年3月6日発行） ISBN 978-4-06-337794-1

## キャラクターショー
遊園地やイベント会場等で観覧できるキャラクターショーのストーリーのエピソードと登場人物は以下の通り。
前期（まこぴーのファン感謝祭！）
登場キャラクターはキュアハート、キュアダイヤモンド、キュアソード、キュアロゼッタ、イーラ、ジコチュー（じゃんけん型）
後期（夢が本当になっちゃった）
登場キャラクターはキュアハート、キュアダイヤモンド、キュアソード、キュアロゼッタ、キュアエース、ベール、ジコチュー（布団型）
ジコチューは子守唄でプリキュアたちを眠らせる能力があり、プリキュアたちを次々に眠らせる。追い詰められたキュアダイヤモンドとキュアソードをキュアエースが助けに来るものの彼女も敵の術中にはまりあっけなく倒されてしまう。しかし先に眠らされたはずのキュアハートとキュアロゼッタが復活し、形勢逆転となった。

## 関連商品
音楽CD・映像ソフトの発売元はいずれもマーベラスAQL。

### 音楽CD
いずれも販売元はソニー・ミュージックディストリビューション。サウンドトラック・ボーカルアルバムの詳細は『ドキドキ!プリキュア サウンドアルバム』を参照。
シングル
1. 「Happy Go Lucky! ドキドキ!プリキュア/この空の向こう」（2013年3月6日発売）
  - CD+DVD盤：MJSS-09074 - 5
  - 通常盤：MJSS-09076
  - オープニングテーマと前期エンディングテーマを収録。CD+DVD盤のDVDにはオープニングおよびエンディングのノンテロップムービーが収録されている。初回限定封入特典は、CD+DVD盤がデータカードダスプリキュアオールスターズで、通常盤がジャケットイラスト・ステッカー。

2. 「ラブリンク」（2013年9月4日発売）
  - CD+DVD盤：MJSS-09104 - 5
  - 通常盤：MJSS-09106
  - 後期エンディングテーマのほか、前期エンディングテーマ「この空の向こう」の別バージョン（歌：吉田仁美・黒沢ともよ with ドキドキ!プリキュア）を収録。初回限定封入特典は、CD+DVD盤がデータカードダスプリキュアオールスターズで、通常盤がジャケットイラスト・ステッカー。

サウンドトラック
1. 『ドキドキ!プリキュア オリジナル・サウンドトラック1 プリキュア・サウンド・ラブリンク!!』（2013年5月29日発売、MJSA-01066）
  - BGMと主題歌のテレビサイズ・バージョンなど全43曲を収録したサントラ盤。初回封入特典はジャケットサイズ・ステッカー。

2. 『ドキドキ!プリキュア オリジナル・サウンドトラック2 プリキュア・サウンド・アロー!!』（2013年11月20日発売、MJSA-01072）
  - BGMと後期エンディングテーマのテレビサイズ・バージョンなど全45曲を収録したサントラ盤。初回封入特典はジャケットサイズ・ステッカー。

キャラクターアルバム
1. 『ドキドキ!プリキュア キャラクターアルバム 〜SONGBIRD〜』（2013年5月29日発売、MJSA-01067）
  - キュアソード/剣崎真琴（CV:宮本佳那子）のソロアルバム。劇中歌を含めた8曲を収録。初回封入特典はジャケットサイズ・ステッカー。

ボーカルアルバム
1. 『ドキドキ!プリキュア ボーカルアルバム1 Jump up, GIRLS!』（2013年7月17日発売、MJSA-01068）
  - イメージソングや主題歌など全12曲を収録したボーカルアルバム。初回封入特典はジャケットサイズ・ステッカー。

2. 『ドキドキ!プリキュア ボーカルアルバム2 〜100%プリキュアDAYS☆〜』（2013年11月6日発売、MJSA-01071）
  - イメージソングや主題歌など全11曲を収録したボーカルアルバム。初回封入特典はジャケットサイズ・ステッカー。

3. 『ドキドキ!プリキュア ボーカルベスト』（2014年1月15日発売、MJSA-01073） 
  - ボーカルアルバム第1弾と第2弾の主題歌とキャラクターソングなど全16曲を収録したベストボーカルアルバム。

### Blu-ray / DVD
いずれも販売元はTCエンタテインメント。
DVDは2013年5月29日から2014年4月25日にかけて全16巻（各巻3話（Vol.16のみ4話）収録）が、Blu-ray Discは2013年9月27日から2014年5月28日にかけて全4巻（各巻2枚組・12話（Vol.4のみ13話）収録）がそれぞれ発売された。
| 巻数 | 収録話数    | ジャケットイラスト                                                            | 映像特典                                | 発売日         |
| ---- | ----------- | ----------------------------------------------------------------------------- | --------------------------------------- | -------------- |
| 1    | 1話 - 3話   | キュアハート キュアダイヤモンド キュアロゼッタ キュアソード                   | ノンテロップ前期OP&ED DVD&Blu-ray告知CM | 2013年5月29日  |
| 2    | 4話 - 6話   | キュアハート シャルル アイちゃん                                              |                                         | 2013年6月28日  |
| 3    | 7話 - 9話   | キュアダイヤモンド ラケル アイちゃん                                          |                                         | 2013年7月26日  |
| 4    | 10話 - 12話 | キュアロゼッタ ランス アイちゃん                                              |                                         | 2013年8月28日  |
| 5    | 13話 - 15話 | キュアソード ダビィ アイちゃん                                                | 映画予告編                              | 2013年9月27日  |
| 6    | 16話 - 18話 | マナ・レジーナ                                                                |                                         | 2013年10月25日 |
| 7    | 19話 - 21話 | キュアソード マリー・アンジュ                                                 |                                         | 2013年11月27日 |
| 8    | 22話 - 24話 | キュアエース アイちゃん                                                       |                                         | 2013年12月25日 |
| 9    | 25話 - 27話 | マナ・シャルル                                                                | ノンテロップ後期OP&ED                   | 2014年1月29日  |
| 10   | 28話 - 30話 | 六花・ラケル                                                                  |                                         | 2014年1月29日  |
| 11   | 31話 - 33話 | ありす・ランス                                                                |                                         | 2014年2月26日  |
| 12   | 34話 - 36話 | 真琴・DB                                                                      |                                         | 2014年2月26日  |
| 13   | 37話 - 39話 | 亜久里・アイちゃん                                                            |                                         | 2014年3月28日  |
| 14   | 40話 - 42話 | 真琴（ステージ衣装）                                                          |                                         | 2014年3月28日  |
| 15   | 43話 - 45話 | キュアエース レジーナ                                                         |                                         | 2014年4月25日  |
| 16   | 46話 - 49話 | マナ・六花・ありす・真琴・亜久里 アイちゃん・シャルル・ラケル・ランス・ダビィ |                                         | 2014年4月25日  |

| 巻数 | 収録話数    | ジャケットイラスト | 映像特典                                       | 発売日        |
| ---- | ----------- | --- | ---------------------------------------------- | ------------- |
| 1    | 1話 - 12話  | キュアハート キュアダイヤモンド アイちゃん | ノンテロップOP&ED DVD&Blu-ray告知CM 映画予告編 | 2013年9月27日 |
| 2    | 13話 - 24話 | キュアロゼッタ キュアソード アイちゃん | アイキャッチ 変身シーン                        | 2014年1月29日 |
| 3    | 25話 - 36話 | キュアエース アイちゃん | アイキャッチ 提供バックイラスト集              | 2014年3月28日 |
| 4    | 37話 - 49話 | キュアハート・パルテノンモード キュアダイヤモンド キュアロゼッタ キュアソード キュアエース （以上4人エンジェルモード） レジーナ アイちゃん・シャルル・ラケル・ランス・ダビィ | 変身シーン                                     | 2014年5月28日 |

### 書籍
『ドキドキ!プリキュア オフィシャルコンプリートブック』（アニメディア別冊、学研パブリッシング・発行、2014年3月29日初版発行（同月15日発売） ISBN 978-4-05-610409-7
主要キャラクターの紹介や設定資料、全ストーリーの解説、プリキュア・妖精・レジーナ・ジコチュートリオの声優のインタビューやコメント、主要スタッフのインタビュー、版権イラスト集などで構成。併せて『NewStage2』『マナ結婚!!?未来につなぐ希望のドレス』および発売当日に公開開始となった『NewStage3』の映画3作品の紹介記事も収録。
『高橋晃 東映アニメーションプリキュアワークス』（一迅社、2015年2月27日発売）ISBN 978-4-7580-1422-9
前々作『スイートプリキュア♪』及び本作品のイラストギャラリーの書籍。高橋による各種アニメ雑誌やDVDジャケットなどに使われた版権イラスト、キャラクター設定、修正原画、『ハピネスチャージプリキュア!』での10周年記念メッセージで使われた原画などで構成。
2021年1月29日には、『スター☆トゥインクルプリキュア』の版権イラストやキャラクター設定、本編原画などを追加収録した改訂版（ISBN 978-4-7580-1711-4）が発行されている。
『ドキドキ!プリキュア設定資料集』（ムービック、全2巻）
本作品の設定資料集。いずれもA4横版で、Vol.1は2013年8月22日、Vol.2は2014年5月22日発行。
『小説 ドキドキ！プリキュア』（原作：東堂いづみ、著：山口亮太、イラスト：高橋晃、講談社キャラクター文庫、2024年9月17日発売）ISBN 978-4-06-535699-9
テレビシリーズ放送終了から10年経ったのを機に発行される、本作品を元にした新規書き下ろしのノベライズ作品。テレビシリーズ最終回から1年後を舞台に、六花を語り部に据えつつプリキュアとレジーナの6人のその後を描くとともに、残された謎の解明や同作品オリジナルのプリキュアの登場といった要素も盛り込まれる。

### ゲーム
『プリキュアオールスターズ ぜんいんしゅうごう☆レッツダンス!』
バンダイナムコゲームスより2013年3月28日発売のWii用なりきりダンスゲーム。第1作からドキドキ（初期メンバー4人）までのプリキュアが登場。初回特典はデータカードダスカード。プリキュアシリーズで唯一のWii用ソフト且つバンダイナムコゲームス最後のWii用のゲームタイトルであり、日本国内におけるWii専用のゲームタイトルとしては最終作品となっている。
収録曲
- Happy Go Lucky! ドキドキ!プリキュア
- この空の向こう
- 満開*スマイル!
- イェイ!イェイ!イェイ!
- Let's go!スマイルプリキュア!
- #キボウレインボウ#
- ラ♪ラ♪ラ♪スイートプリキュア♪
- ハートキャッチ☆パラダイス!
- H@ppy Together!!!
- プリキュア5、フル・スロットルGO GO!
- まかせて★スプラッシュ☆スター★
- DANZEN! ふたりはプリキュア（Ver.Max Heart）

『ドキドキ!プリキュア なりきりライフ!』
バンダイナムコゲームスより2013年8月1日発売のニンテンドー3DS専用コンピュータゲームソフト。ダンスゲームやお手伝い、アイドルなりきりなど、作中での出来事を追体験できるミニゲーム集で、プレイを重なることで手に入るポイントでガシャを回してアイテムをもらうこともできる。キュアエースも登場するが、変身前である亜久里はゲーム中では未登場。また、妖精はシャルルのみ声付きで登場する。前作『スマイルプリキュア!』がゲストとして登場。また、同作品からプリキュアシリーズで初めてダウンロード版も同日に配信された。前作『スマイルプリキュア！ レッツゴー！ メルヘンワールド』に続き、同作品にも誕生日画面が搭載されている。

### スマートフォンアプリ
ドキドキ!プリキュア公式アプリ
朝日放送が開発・無料配信するアプリで、2013年1月19日にiOS版（iPhone/iPad両対応）が、4月22日にAndroid版が配信開始。初期からある機能として拡張現実を応用し、カメラで番組ロゴを映し出すことで予告動画を再生できる。また4月22日のアップデートでは、番組の音声と連動し劇中のプリキュアを応援することができる機能と、応援に応じて手に入る3Dモデリングキャラクターと一緒に写真が撮れる機能を追加している。
以後『ハピネスチャージプリキュア!』『Go!プリンセスプリキュア』まで継続し、『魔法つかいプリキュア!』で新アプリに移行した。
ドキドキ!プリキュアライブ壁紙
2013年2月19日に東映アニメーションから発売されたAndroid用のライブ壁紙。
ドキドキ!プリキュア さわっておしゃべり♪
2013年5月1日にバンダイナムコゲームスから無料配信開始されたiOS用アプリ。登場するキャラクターとコミュニケーションを取ることが可能で、アドオンを追加購入することで変身やステージ、キャラクターの追加が行われる。
プリキュア カード&ボイスコレクション
2013年5月に配信を開始した、朝日放送によるauスマートパス向けサービス。Android版はネイティブアプリ、iOS版はWebアプリで提供されており、番組放送後30分以内にアクセスすることでキャラクターのイラストカードや音声、ボイスムービーが入手出来るほか、「スタンプチャレンジ」として毎日1回4つの箱の中から1つを選択し、妖精が出てきたらスタンプが得られ3つたまるとイラストカードや音声、ボイスムービーが得られる。
以後『ハピネスチャージプリキュア!』『Go!プリンセスプリキュア』まで継続し、『魔法つかいプリキュア!』の新アプリ『マジカルコレクション』と入れ替わる形で2016年2月末にサービスを終了した。
ドキドキ!プリキュア -ドキドキ!フリック-♪
2013年7月26日にオブラゴンより発売されたiPhone用アプリ。フリック入力を練習するためのアプリで、好きなプリキュアを選んでスタートすると名シーンや必殺技、決めゼリフが次々に登場し、ひらがなでのフリック入力を練習できる。
プリキュア つながるぱずるん
バンダイナムコエンターテインメントより配信されていたスマートフォン（iOS/Android）用パズルゲームアプリ。2017年3月16日から2020年6月2日までサービスを実施。同年8月11日より本作品のプリキュア5人が登場した。

#### その他
「ドキドキ!プリキュア」LINEスタンプ
無料通話アプリLINEのスタンプ。LINE STOREから100コイン（240円）で購入可能。全40種類。
LINEのプリキュア公式アカウント開設記念には8種類の無料スタンプが配布された。

### S.H.Figuartsシリーズ
S.H.Figuarts キュアハート
2014年5月31日発売。シャルルのミニフィギュア、ラブハートアロー、マジカルラブリーパッドが付属。
S.H.Figuarts キュアダイヤモンド
魂ウェブ商店限定。2014年10月発送。ラケルのミニフィギュア、ラブハートアロー、マジカルラブリーパッドが付属。
S.H.Figuarts キュアソード
魂ウェブ商店限定。2015年8月発送。ダビィのミニフィギュア、ラブハートアロー、マジカルラブリーパッドが付属。
S.H.Figuarts キュアロゼッタ
魂ウェブ商店限定。2015年9月発送。ランスのミニフィギュア、ラブハートアロー、マジカルラブリーパッドが付属。
S.H.Figuarts キュアエース
魂ウェブ商店限定。2017年5月発送。ラブキッスルージュ、マジカルラブリーパッドが付属。

### 化粧品
ラブキッスルージュ リップスティック
前作『スマイルプリキュア!』の「スマイルパクト シャイニーパウダー」に続いて制作・発売された、ラブキッスルージュをモチーフにしたリップクリーム。ボディデザインはそのまま再現しつつ、グリップ部をキャップとして使えるようにしたほか、リップクリームもローズオイルやUVカット成分、トコフェロール、保湿成分などが配合されている。2013年12月にプレミアムバンダイで発売。

### プリティストア限定
ぷりきゅみシリーズ 第2弾
プリキュア プリティストア各店舗で購入可能。本作品・次作『ハピネスチャージプリキュア!』・『Go!プリンセスプリキュア』のプリキュアたちがそれぞれの妖精（歴代妖精には含まれていない妖精も含む）の着ぐるみを着たイラストが描かれている。価格はミニタオルは800円、クッションは3200円、アクリルチャームは600円、缶バッジは350円、パスケースは1500円（いずれも税込み）。